# U-18-Handball-Weltmeisterschaft der Frauen 2022
Die 9. U-18-Handball-Weltmeisterschaft der Frauen wurde vom 30. Juli bis zum 10. August 2022 in Nordmazedonien ausgetragen. Veranstalter war die Internationale Handballföderation (IHF). Südkorea gewann erstmals den WM-Titel.

## Austragungsort
Ursprünglich war Georgien als Austragungsort vorgesehen. Aufgrund der geopolitischen Situation nach dem russischen Überfalls der Ukraine gab der georgische Handballverband am 23. März 2022 seinen Verzicht auf die Ausrichtung des Turniers bekannt. Anschließend vergab die IHF die Ausrichtung an Nordmazedonien.

## Spielorte
| Skopje (Karpoš) |

| Skopje (Aerodrom) |

| Skopje (Karpoš) |

| Skopje (Aerodrom) |

## Auslosung
Die Auslosung fand am 2. Juni 2022 im IHF-Hauptsitz in Basel statt. Die insgesamt 32 Mannschaften wurden im Vorfelde wie folgt auf vier Lostöpfe aufgeteilt:
| Lostopf 1                                                              | Lostopf 2                                                                             | Lostopf 3                                                                    | Lostopf 4                                                       |
| ---------------------------------------------------------------------- | ------------------------------------------------------------------------------------- | ---------------------------------------------------------------------------- | --------------------------------------------------------------- |
| Ungarn Deutschland Iran Dänemark Kroatien Norwegen Rumänien Montenegro | Schweiz Portugal Frankreich Schweden Nordmazedonien Tschechien Kasachstan Niederlande | Ägypten Österreich Brasilien Slowakei Argentinien Guinea Usbekistan Algerien | Südkorea Indien Senegal Uruguay Färöer Island Slowenien Spanien |

Anfangs wurden die Mannschaften der Lostöpfe 4, 3 und 1 einer von acht Gruppe zugelost. Anschließend hatte Nordmazedonien als Gastgeber das Vorrecht, sich selbst einer Gruppe zuzuteilen. Nachdem die restlichen Mannschaften des Lostopfes 2 einer Gruppe zugelost wurden, ergab sich folgende Einteilung:
| Gruppe A                            | Gruppe B                               | Gruppe C                            | Gruppe D                           |
| ----------------------------------- | -------------------------------------- | ----------------------------------- | ---------------------------------- |
| Montenegro Schweden Algerien Island | Iran Nordmazedonien Usbekistan Senegal | Dänemark Portugal Österreich Färöer | Kroatien Kasachstan Ägypten Indien |

| Gruppe E                              | Gruppe F                              | Gruppe G                              | Gruppe H                              |
| ------------------------------------- | ------------------------------------- | ------------------------------------- | ------------------------------------- |
| Rumänien Niederlande Guinea Slowenien | Deutschland Schweiz Slowakei Südkorea | Norwegen Tschechien Brasilien Uruguay | Ungarn Frankreich Argentinien Spanien |

## Vorrunde
Die Mannschaften einer Vorrundengruppe spielten jeweils einmal gegeneinander. Die Gruppenersten und Gruppenzweiten qualifizierten sich für die Hauptrunde, während die restlichen Mannschaften am President’s Cup teilnahmen.
Mit den erspielten Punkten wurde die Platzierung ermittelt. Bei Punktgleichheit von mehreren Mannschaften war erst der direkte Vergleich für die Platzierung ausschlaggebend, dann die Tordifferenz. Sofern diese ebenfalls identisch war, wurde die Anzahl der erzielten Tore zur Ermittlung der Platzierung herangezogen.
Legende

### Gruppe A
| Pl. | Land       | Sp. | S | U | N | Tore     | Diff. | Punkte |
| --- | ---------- | --- | - | - | - | -------- | ----- | ------ |
| 1.  | Island     | 3   | 2 | 1 | 0 | 082:530  | +29   | 5      |
| 2.  | Schweden   | 3   | 2 | 0 | 1 | 0100:760 | +24   | 4      |
| 3.  | Montenegro | 3   | 1 | 1 | 1 | 080:630  | +17   | 3      |
| 4.  | Algerien   | 3   | 0 | 0 | 3 | 064:1340 | −70   | 0      |

| 30. Juli 2022 10:30 Uhr | Montenegro                                      | 38:16        | Algerien                   | Sportski centar Boris Trajkovski, Skopje Zuschauer: 100 Schiedsrichter: Duplij, Pobedrina |
| 30. Juli 2022 10:30 Uhr | meiste Tore: Lana Pavićević, Nađa Micevski je 6 | (20:7)       | meiste Tore: Lyna Yelles 3 | Sportski centar Boris Trajkovski, Skopje Zuschauer: 100 Schiedsrichter: Duplij, Pobedrina |
| 30. Juli 2022 10:30 Uhr | Strafen: 1× 5×                                  | Spielbericht | Strafen: 7×                | Sportski centar Boris Trajkovski, Skopje Zuschauer: 100 Schiedsrichter: Duplij, Pobedrina |

| 30. Juli 2022 12:30 Uhr | Schweden                    | 17:22        | Island                                                         | Sportski centar Jane Sandanski, Skopje Zuschauer: 55 Schiedsrichter: Altmár, Horváth |
| 30. Juli 2022 12:30 Uhr | meiste Tore: Thea Kylberg 7 | (9:11)       | meiste Tore: Elín Klara Þorkelsdóttir, Lilja Ágústsdóttir je 5 | Sportski centar Jane Sandanski, Skopje Zuschauer: 55 Schiedsrichter: Altmár, Horváth |
| 30. Juli 2022 12:30 Uhr | Strafen: 5×                 | Spielbericht | Strafen: 1× 3×                                                 | Sportski centar Jane Sandanski, Skopje Zuschauer: 55 Schiedsrichter: Altmár, Horváth |

| 31. Juli 2022 14:00 Uhr | Schweden                        | 54:30        | Algerien                     | Sportski centar Boris Trajkovski, Skopje Schiedsrichter: Reyes, Zuñiga |
| 31. Juli 2022 14:00 Uhr | meiste Tore: Stella Huselius 13 | (24:13)      | meiste Tore: Alia Choudani 9 | Sportski centar Boris Trajkovski, Skopje Schiedsrichter: Reyes, Zuñiga |
| 31. Juli 2022 14:00 Uhr | Strafen: 1× 6×                  | Spielbericht | Strafen: 5×                  | Sportski centar Boris Trajkovski, Skopje Schiedsrichter: Reyes, Zuñiga |

| 31. Juli 2022 18:20 Uhr | Island                            | 18:18        | Montenegro                     | Sportski centar Jane Sandanski, Skopje Zuschauer: 250 Schiedsrichter: V. Sá, M. Sá |
| 31. Juli 2022 18:20 Uhr | meiste Tore: Lilja Ágústsdóttir 6 | (11:11)      | meiste Tore: Jelena Vukčević 5 | Sportski centar Jane Sandanski, Skopje Zuschauer: 250 Schiedsrichter: V. Sá, M. Sá |
| 31. Juli 2022 18:20 Uhr | Strafen: 2× 5×                    | Spielbericht | Strafen: 4×                    | Sportski centar Jane Sandanski, Skopje Zuschauer: 250 Schiedsrichter: V. Sá, M. Sá |

| 2. August 2022 12:30 Uhr | Algerien                      | 18:42        | Island                                                           | Sportski centar Jane Sandanski, Skopje Zuschauer: 80 Schiedsrichter: Magalhães, Godoy |
| 2. August 2022 12:30 Uhr | meiste Tore: Lina Ines Sadi 5 | (8:23)       | meiste Tore: Lilja Ágústsdóttir, Sonja Lind Sigsteinsdóttir je 6 | Sportski centar Jane Sandanski, Skopje Zuschauer: 80 Schiedsrichter: Magalhães, Godoy |
| 2. August 2022 12:30 Uhr | Strafen: 2× 7×                | Spielbericht | Strafen: 1×                                                      | Sportski centar Jane Sandanski, Skopje Zuschauer: 80 Schiedsrichter: Magalhães, Godoy |

| 2. August 2022 20:30 Uhr | Montenegro                   | 24:29        | Schweden                       | Sportski centar Jane Sandanski, Skopje Zuschauer: 95 Schiedsrichter: Burgos, Delgado |
| 2. August 2022 20:30 Uhr | meiste Tore: Nađa Micevski 5 | (10:13)      | meiste Tore: Stella Huselius 8 | Sportski centar Jane Sandanski, Skopje Zuschauer: 95 Schiedsrichter: Burgos, Delgado |
| 2. August 2022 20:30 Uhr | Strafen: 2×                  | Spielbericht | Strafen: 5×                    | Sportski centar Jane Sandanski, Skopje Zuschauer: 95 Schiedsrichter: Burgos, Delgado |

### Gruppe B
| Pl. | Land           | Sp. | S | U | N | Tore     | Diff. | Punkte |
| --- | -------------- | --- | - | - | - | -------- | ----- | ------ |
| 1.  | Nordmazedonien | 3   | 3 | 0 | 0 | 0102:620 | +40   | 6      |
| 2.  | Iran           | 3   | 2 | 0 | 1 | 0105:910 | +14   | 4      |
| 3.  | Senegal        | 3   | 1 | 0 | 2 | 076:1030 | −27   | 2      |
| 4.  | Usbekistan     | 3   | 0 | 0 | 3 | 093:1200 | −27   | 0      |

| 30. Juli 2022 16:30 Uhr | Iran                           | 47:31        | Usbekistan                       | Sportski centar Boris Trajkovski, Skopje Zuschauer: 50 Schiedsrichter: Magalhães, Godoy |
| 30. Juli 2022 16:30 Uhr | meiste Tore: Fatima Merikhi 11 | (21:17)      | meiste Tore: Sevinch Erkabaeva 8 | Sportski centar Boris Trajkovski, Skopje Zuschauer: 50 Schiedsrichter: Magalhães, Godoy |
| 30. Juli 2022 16:30 Uhr | Strafen: 1× 5×                 | Spielbericht | Strafen: 1× 5×                   | Sportski centar Boris Trajkovski, Skopje Zuschauer: 50 Schiedsrichter: Magalhães, Godoy |

| 30. Juli 2022 20:30 Uhr | Nordmazedonien                   | 32:13        | Senegal                 | Sportski centar Boris Trajkovski, Skopje Zuschauer: 200 Schiedsrichter: V. Sá, M. Sá |
| 30. Juli 2022 20:30 Uhr | meiste Tore: 4 Spielerinnen je 5 | (17:7)       | meiste Tore: Amy Sarr 4 | Sportski centar Boris Trajkovski, Skopje Zuschauer: 200 Schiedsrichter: V. Sá, M. Sá |
| 30. Juli 2022 20:30 Uhr | Strafen: 4×                      | Spielbericht | Strafen: 6×             | Sportski centar Boris Trajkovski, Skopje Zuschauer: 200 Schiedsrichter: V. Sá, M. Sá |

| 31. Juli 2022 16:10 Uhr | Senegal                  | 29:39        | Iran                           | Sportski centar Boris Trajkovski, Skopje Zuschauer: 50 Schiedsrichter: Hizaki, Ikebuchi |
| 31. Juli 2022 16:10 Uhr | meiste Tore: Sira Kébé 7 | (13:19)      | meiste Tore: Fatima Merikhi 12 | Sportski centar Boris Trajkovski, Skopje Zuschauer: 50 Schiedsrichter: Hizaki, Ikebuchi |
| 31. Juli 2022 16:10 Uhr | Strafen: 7×              | Spielbericht | Strafen: 3×                    | Sportski centar Boris Trajkovski, Skopje Zuschauer: 50 Schiedsrichter: Hizaki, Ikebuchi |

| 31. Juli 2022 20:30 Uhr | Nordmazedonien               | 39:30        | Usbekistan                                           | Sportski centar Boris Trajkovski, Skopje Zuschauer: 250 Schiedsrichter: Cheng, Zhou |
| 31. Juli 2022 20:30 Uhr | meiste Tore: Bojana Koceva 9 | (20:19)      | meiste Tore: Lobar Shamieva, Sevinch Erkabaeva je 10 | Sportski centar Boris Trajkovski, Skopje Zuschauer: 250 Schiedsrichter: Cheng, Zhou |
| 31. Juli 2022 20:30 Uhr | Strafen: 2×                  | Spielbericht | Strafen: 5× 1×                                       | Sportski centar Boris Trajkovski, Skopje Zuschauer: 250 Schiedsrichter: Cheng, Zhou |

| 2. August 2022 10:30 Uhr | Usbekistan                        | 32:34        | Senegal                        | Sportski centar Jane Sandanski, Skopje Zuschauer: 120 Schiedsrichter: Antić, Jakovljević |
| 2. August 2022 10:30 Uhr | meiste Tore: Sevinch Erkabaeva 11 | (15:18)      | meiste Tore: Theresia Gomis 12 | Sportski centar Jane Sandanski, Skopje Zuschauer: 120 Schiedsrichter: Antić, Jakovljević |
| 2. August 2022 10:30 Uhr | Strafen: 4×                       | Spielbericht | Strafen: 5×                    | Sportski centar Jane Sandanski, Skopje Zuschauer: 120 Schiedsrichter: Antić, Jakovljević |

| 2. August 2022 20:30 Uhr | Iran                                             | 19:31        | Nordmazedonien                  | Sportski centar Boris Trajkovski, Skopje Zuschauer: 350 Schiedsrichter: Altmár, Horváth |
| 2. August 2022 20:30 Uhr | meiste Tore: Fatima Merikhi, Zahra Fotovati je 5 | (8:11)       | meiste Tore: Teodora Duskoska 6 | Sportski centar Boris Trajkovski, Skopje Zuschauer: 350 Schiedsrichter: Altmár, Horváth |
| 2. August 2022 20:30 Uhr | Strafen: 1×                                      | Spielbericht | Strafen: 1× 3×                  | Sportski centar Boris Trajkovski, Skopje Zuschauer: 350 Schiedsrichter: Altmár, Horváth |

### Gruppe C
| Pl. | Land       | Sp. | S | U | N | Tore    | Diff. | Punkte |
| --- | ---------- | --- | - | - | - | ------- | ----- | ------ |
| 1.  | Dänemark   | 3   | 3 | 0 | 0 | 096:660 | +30   | 6      |
| 2.  | Portugal   | 3   | 2 | 0 | 1 | 087:840 | +3    | 4      |
| 3.  | Färöer     | 3   | 1 | 0 | 2 | 075:820 | −7    | 2      |
| 4.  | Österreich | 3   | 0 | 0 | 3 | 070:960 | −26   | 0      |

| 30. Juli 2022 13:30 Uhr | Portugal                          | 29:24        | Färöer                     | Sportski centar Jane Sandanski (Halle B), Skopje Zuschauer: 150 Schiedsrichter: Cheng, Zhou |
| 30. Juli 2022 13:30 Uhr | meiste Tore: Constança Sequeira 8 | (15:13)      | meiste Tore: Lukka Arge 10 | Sportski centar Jane Sandanski (Halle B), Skopje Zuschauer: 150 Schiedsrichter: Cheng, Zhou |
| 30. Juli 2022 13:30 Uhr | Strafen: 1× 5×                    | Spielbericht | Strafen: 2×                | Sportski centar Jane Sandanski (Halle B), Skopje Zuschauer: 150 Schiedsrichter: Cheng, Zhou |

| 30. Juli 2022 16:30 Uhr | Dänemark                       | 32:21        | Österreich                  | Sportski centar Jane Sandanski, Skopje Zuschauer: 100 Schiedsrichter: Bozhinovski, Nachevski |
| 30. Juli 2022 16:30 Uhr | meiste Tore: Julie Scaglione 7 | (18:9)       | meiste Tore: Marie Prokop 4 | Sportski centar Jane Sandanski, Skopje Zuschauer: 100 Schiedsrichter: Bozhinovski, Nachevski |
| 30. Juli 2022 16:30 Uhr | Strafen: 6× 1×                 | Spielbericht | Strafen: 2×                 | Sportski centar Jane Sandanski, Skopje Zuschauer: 100 Schiedsrichter: Bozhinovski, Nachevski |

| 31. Juli 2022 18:20 Uhr | Färöer                        | 20:31        | Dänemark                           | Sportski centar Jane Sandanski, Skopje Zuschauer: 80 Schiedsrichter: Antić, Jakovljević |
| 31. Juli 2022 18:20 Uhr | meiste Tore: Barbara Hammer 5 | (11:18)      | meiste Tore: Anne With Johansen 11 | Sportski centar Jane Sandanski, Skopje Zuschauer: 80 Schiedsrichter: Antić, Jakovljević |
| 31. Juli 2022 18:20 Uhr | Strafen: 1× 5×                | Spielbericht | Strafen: 1× 4×                     | Sportski centar Jane Sandanski, Skopje Zuschauer: 80 Schiedsrichter: Antić, Jakovljević |

| 31. Juli 2022 20:30 Uhr | Portugal                                              | 33:27        | Österreich                  | Sportski centar Boris Trajkovski, Skopje Zuschauer: 100 Schiedsrichter: Burgos, Delgado |
| 31. Juli 2022 20:30 Uhr | meiste Tore: Constança Sequeira, Naíde Gonçalves je 5 | (13:11)      | meiste Tore: Marie Prokop 8 | Sportski centar Boris Trajkovski, Skopje Zuschauer: 100 Schiedsrichter: Burgos, Delgado |
| 31. Juli 2022 20:30 Uhr | Strafen: 3×                                           | Spielbericht | Strafen: 4×                 | Sportski centar Boris Trajkovski, Skopje Zuschauer: 100 Schiedsrichter: Burgos, Delgado |

| 2. August 2022 10:30 Uhr | Österreich                                                | 22:31        | Färöer                                   | Sportski centar Boris Trajkovski, Skopje Zuschauer: 80 Schiedsrichter: Ah. Gheisarian, Am. Gheisarian |
| 2. August 2022 10:30 Uhr | meiste Tore: Viktoria Marksteiner, Ines Mustedanagic je 4 | (12:15)      | meiste Tore: Silja Olivia Hedinsdóttir 7 | Sportski centar Boris Trajkovski, Skopje Zuschauer: 80 Schiedsrichter: Ah. Gheisarian, Am. Gheisarian |
| 2. August 2022 10:30 Uhr | Strafen: 2×                                               | Spielbericht | Strafen: 4×                              | Sportski centar Boris Trajkovski, Skopje Zuschauer: 80 Schiedsrichter: Ah. Gheisarian, Am. Gheisarian |

| 2. August 2022 12:30 Uhr | Dänemark                          | 33:25        | Portugal                      | Sportski centar Boris Trajkovski, Skopje Zuschauer: 100 Schiedsrichter: Doychinow, Goretsow |
| 2. August 2022 12:30 Uhr | meiste Tore: Anne With Johansen 9 | (16:13)      | meiste Tore: Luciana Rebelo 8 | Sportski centar Boris Trajkovski, Skopje Zuschauer: 100 Schiedsrichter: Doychinow, Goretsow |
| 2. August 2022 12:30 Uhr | Strafen: 4×                       | Spielbericht | Strafen: 1× 6×                | Sportski centar Boris Trajkovski, Skopje Zuschauer: 100 Schiedsrichter: Doychinow, Goretsow |

### Gruppe D
| Pl. | Land       | Sp. | S | U | N | Tore     | Diff. | Punkte |
| --- | ---------- | --- | - | - | - | -------- | ----- | ------ |
| 1.  | Ägypten    | 3   | 3 | 0 | 0 | 0114:860 | +28   | 6      |
| 2.  | Kroatien   | 3   | 2 | 0 | 1 | 0116:950 | +21   | 4      |
| 3.  | Kasachstan | 3   | 1 | 0 | 2 | 057:700  | −13   | 2      |
| 4.  | Indien     | 3   | 0 | 0 | 3 | 070:1060 | −36   | 0      |

Kasachstan gewann sein erstes Spiel aufgrund einer verspäteten Anreise der indischen Auswahl kampflos.
| 30. Juli 2022 | Kasachstan | 10:0 | Indien |  |
| 30. Juli 2022 |            |      |        |  |
| 30. Juli 2022 |            |      |        |  |

| 30. Juli 2022 10:30 Uhr | Kroatien                     | 31:33        | Ägypten                             | Sportski centar Jane Sandanski, Skopje Zuschauer: 47 Schiedsrichter: Kha. Ismoilov, Khu. Ismoilov |
| 30. Juli 2022 10:30 Uhr | meiste Tore: Anđela Žagar 10 | (11:15)      | meiste Tore: Mariam Omar Ibrahim 11 | Sportski centar Jane Sandanski, Skopje Zuschauer: 47 Schiedsrichter: Kha. Ismoilov, Khu. Ismoilov |
| 30. Juli 2022 10:30 Uhr | Strafen: 1× 5×               | Spielbericht | Strafen: 3×                         | Sportski centar Jane Sandanski, Skopje Zuschauer: 47 Schiedsrichter: Kha. Ismoilov, Khu. Ismoilov |

| 31. Juli 2022 14:00 Uhr | Indien                | 36:54        | Kroatien                     | Sportski centar Jane Sandanski, Skopje Zuschauer: 60 Schiedsrichter: Hussein, Imran |
| 31. Juli 2022 14:00 Uhr | meiste Tore: Jassi 12 | (21:28)      | meiste Tore: Magali Lujić 10 | Sportski centar Jane Sandanski, Skopje Zuschauer: 60 Schiedsrichter: Hussein, Imran |
| 31. Juli 2022 14:00 Uhr | Strafen: 2×           | Spielbericht | Strafen: 3×                  | Sportski centar Jane Sandanski, Skopje Zuschauer: 60 Schiedsrichter: Hussein, Imran |

| 31. Juli 2022 16:10 Uhr | Kasachstan                     | 21:39        | Ägypten                            | Sportski centar Jane Sandanski, Skopje Zuschauer: 50 Schiedsrichter: Doychinow, Goretsow |
| 31. Juli 2022 16:10 Uhr | meiste Tore: Yelena Berenda 12 | (12:23)      | meiste Tore: Lojin Osama Abdalla 7 | Sportski centar Jane Sandanski, Skopje Zuschauer: 50 Schiedsrichter: Doychinow, Goretsow |
| 31. Juli 2022 16:10 Uhr | Strafen: 1× 2×                 | Spielbericht | Strafen: 1× 4×                     | Sportski centar Jane Sandanski, Skopje Zuschauer: 50 Schiedsrichter: Doychinow, Goretsow |

| 2. August 2022 10:00 Uhr | Ägypten                                 | 42:34        | Indien               | Sportski centar Jane Sandanski (Halle B), Skopje Zuschauer: 25 Schiedsrichter: Duplij, Pobedrina |
| 2. August 2022 10:00 Uhr | meiste Tore: Shorouk Mahmoud Elsherif 8 | (21:18)      | meiste Tore: Priya 8 | Sportski centar Jane Sandanski (Halle B), Skopje Zuschauer: 25 Schiedsrichter: Duplij, Pobedrina |
| 2. August 2022 10:00 Uhr | Strafen: 3×                             | Spielbericht | Strafen: 1×          | Sportski centar Jane Sandanski (Halle B), Skopje Zuschauer: 25 Schiedsrichter: Duplij, Pobedrina |

| 2. August 2022 13:30 Uhr | Kroatien                    | 31:26        | Kasachstan                          | Sportski centar Jane Sandanski (Halle B), Skopje Zuschauer: 40 Schiedsrichter: Chouraki, El Mouniri |
| 2. August 2022 13:30 Uhr | meiste Tore: Anđela Žagar 8 | (15:12)      | meiste Tore: Zhanerke Kuandykova 10 | Sportski centar Jane Sandanski (Halle B), Skopje Zuschauer: 40 Schiedsrichter: Chouraki, El Mouniri |
| 2. August 2022 13:30 Uhr | Strafen: 3×                 | Spielbericht | Strafen: 3×                         | Sportski centar Jane Sandanski (Halle B), Skopje Zuschauer: 40 Schiedsrichter: Chouraki, El Mouniri |

### Gruppe E
| Pl. | Land        | Sp. | S | U | N | Tore     | Diff. | Punkte |
| --- | ----------- | --- | - | - | - | -------- | ----- | ------ |
| 1.  | Niederlande | 3   | 2 | 1 | 0 | 093:660  | +27   | 5      |
| 2.  | Rumänien    | 3   | 2 | 1 | 0 | 0103:810 | +22   | 5      |
| 3.  | Slowenien   | 3   | 1 | 0 | 2 | 075:980  | −23   | 2      |
| 4.  | Guinea      | 3   | 0 | 0 | 3 | 079:1050 | −26   | 0      |

| 30. Juli 2022 18:30 Uhr | Niederlande                      | 31:17        | Slowenien                                 | Sportski centar Jane Sandanski, Skopje Zuschauer: 60 Schiedsrichter: Vranes, Wenninger |
| 30. Juli 2022 18:30 Uhr | meiste Tore: 3 Spielerinnen je 5 | (18:10)      | meiste Tore: Azra Zulić, Nika Ocepek je 3 | Sportski centar Jane Sandanski, Skopje Zuschauer: 60 Schiedsrichter: Vranes, Wenninger |
| 30. Juli 2022 18:30 Uhr | Strafen: 3×                      | Spielbericht | Strafen: 4×                               | Sportski centar Jane Sandanski, Skopje Zuschauer: 60 Schiedsrichter: Vranes, Wenninger |

| 30. Juli 2022 20:30 Uhr | Rumänien                        | 39:27        | Guinea                                           | Sportski centar Jane Sandanski (Halle B), Skopje Zuschauer: 50 Schiedsrichter: Araújo, Perdomo |
| 30. Juli 2022 20:30 Uhr | meiste Tore: Diana Lixăndroiu 8 | (19:13)      | meiste Tore: M’mah Kourouma, Mayelie Soumah je 5 | Sportski centar Jane Sandanski (Halle B), Skopje Zuschauer: 50 Schiedsrichter: Araújo, Perdomo |
| 30. Juli 2022 20:30 Uhr | Strafen: 2×                     | Spielbericht | Strafen: 5×                                      | Sportski centar Jane Sandanski (Halle B), Skopje Zuschauer: 50 Schiedsrichter: Araújo, Perdomo |

| 1. August 2022 14:00 Uhr | Niederlande                      | 33:20        | Guinea                        | Sportski centar Jane Sandanski, Skopje Zuschauer: 100 Schiedsrichter: Magalhães, Godoy |
| 1. August 2022 14:00 Uhr | meiste Tore: Alieke van Maurik 6 | (19:13)      | meiste Tore: Mayelie Soumah 7 | Sportski centar Jane Sandanski, Skopje Zuschauer: 100 Schiedsrichter: Magalhães, Godoy |
| 1. August 2022 14:00 Uhr | Strafen: 3×                      | Spielbericht | Strafen: 7× 1×                | Sportski centar Jane Sandanski, Skopje Zuschauer: 100 Schiedsrichter: Magalhães, Godoy |

| 1. August 2022 20:30 Uhr | Slowenien                 | 25:35        | Rumänien                        | Sportski centar Jane Sandanski, Skopje Zuschauer: 100 Schiedsrichter: Altmár, Horváth |
| 1. August 2022 20:30 Uhr | meiste Tore: Azra Zulić 8 | (12:15)      | meiste Tore: Diana Lixăndroiu 9 | Sportski centar Jane Sandanski, Skopje Zuschauer: 100 Schiedsrichter: Altmár, Horváth |
| 1. August 2022 20:30 Uhr | Strafen: 8× 1×            | Spielbericht | Strafen: 1× 3×                  | Sportski centar Jane Sandanski, Skopje Zuschauer: 100 Schiedsrichter: Altmár, Horváth |

| 2. August 2022 16:30 Uhr | Rumänien                             | 29:29        | Niederlande                   | Sportski centar Jane Sandanski, Skopje Zuschauer: 250 Schiedsrichter: D. Lončar, Z. Lončar |
| 2. August 2022 16:30 Uhr | meiste Tore: Mihaela Andreea Mihai 8 | (16:14)      | meiste Tore: Loïs van Vliet 7 | Sportski centar Jane Sandanski, Skopje Zuschauer: 250 Schiedsrichter: D. Lončar, Z. Lončar |
| 2. August 2022 16:30 Uhr | Strafen: 1× 4×                       | Spielbericht | Strafen: 10× 2×               | Sportski centar Jane Sandanski, Skopje Zuschauer: 250 Schiedsrichter: D. Lončar, Z. Lončar |

| 2. August 2022 17:00 Uhr | Guinea                         | 32:33        | Slowenien                                 | Sportski centar Jane Sandanski (Halle B), Skopje Zuschauer: 75 Schiedsrichter: Hizaki, Ikebuchi |
| 2. August 2022 17:00 Uhr | meiste Tore: M’mah Kourouma 17 | (15:21)      | meiste Tore: Azra Zulić, Nika Ocepek je 6 | Sportski centar Jane Sandanski (Halle B), Skopje Zuschauer: 75 Schiedsrichter: Hizaki, Ikebuchi |
| 2. August 2022 17:00 Uhr | Strafen: 5×                    | Spielbericht | Strafen: 1× 6×                            | Sportski centar Jane Sandanski (Halle B), Skopje Zuschauer: 75 Schiedsrichter: Hizaki, Ikebuchi |

### Gruppe F
| Pl. | Land        | Sp. | S | U | N | Tore     | Diff. | Punkte |
| --- | ----------- | --- | - | - | - | -------- | ----- | ------ |
| 1.  | Südkorea    | 3   | 3 | 0 | 0 | 0100:860 | +14   | 6      |
| 2.  | Deutschland | 3   | 2 | 0 | 1 | 097:750  | +22   | 4      |
| 3.  | Schweiz     | 3   | 1 | 0 | 2 | 080:860  | −6    | 2      |
| 4.  | Slowakei    | 3   | 0 | 0 | 3 | 072:1020 | −30   | 0      |

| 30. Juli 2022 17:00 Uhr | Schweiz                          | 28:32        | Südkorea                    | Sportski centar Jane Sandanski (Halle B), Skopje Zuschauer: 80 Schiedsrichter: Burgos, Delgado |
| 30. Juli 2022 17:00 Uhr | meiste Tore: 3 Spielerinnen je 5 | (13:15)      | meiste Tore: Kim Min-seo 12 | Sportski centar Jane Sandanski (Halle B), Skopje Zuschauer: 80 Schiedsrichter: Burgos, Delgado |
| 30. Juli 2022 17:00 Uhr | Strafen: 4×                      | Spielbericht | Strafen: 6×                 | Sportski centar Jane Sandanski (Halle B), Skopje Zuschauer: 80 Schiedsrichter: Burgos, Delgado |

| 30. Juli 2022 20:30 Uhr | Deutschland                   | 39:18        | Slowakei                      | Sportski centar Jane Sandanski, Skopje Zuschauer: 57 Schiedsrichter: Belkhiri, Hamid |
| 30. Juli 2022 20:30 Uhr | meiste Tore: Matilda Ehlert 7 | (16:11)      | meiste Tore: Radka Šalatová 5 | Sportski centar Jane Sandanski, Skopje Zuschauer: 57 Schiedsrichter: Belkhiri, Hamid |
| 30. Juli 2022 20:30 Uhr | Strafen: 3×                   | Spielbericht | Strafen: 1× 3×                | Sportski centar Jane Sandanski, Skopje Zuschauer: 57 Schiedsrichter: Belkhiri, Hamid |

| 1. August 2022 16:10 Uhr | Südkorea                   | 34:28        | Deutschland                                   | Sportski centar Jane Sandanski, Skopje Zuschauer: 100 Schiedsrichter: Bozhinovski, Nachevski |
| 1. August 2022 16:10 Uhr | meiste Tore: Kim Seo-jin 9 | (19:12)      | meiste Tore: Nieke Kühne, Viola Leuchter je 6 | Sportski centar Jane Sandanski, Skopje Zuschauer: 100 Schiedsrichter: Bozhinovski, Nachevski |
| 1. August 2022 16:10 Uhr | Strafen: 1× 5×             | Spielbericht | Strafen: 1× 2×                                | Sportski centar Jane Sandanski, Skopje Zuschauer: 100 Schiedsrichter: Bozhinovski, Nachevski |

| 1. August 2022 18:20 Uhr | Schweiz                                           | 29:24        | Slowakei                      | Sportski centar Jane Sandanski, Skopje Zuschauer: 100 Schiedsrichter: Ah. Gheisarian, Am. Gheisarian |
| 1. August 2022 18:20 Uhr | meiste Tore: Emma Bächtiger, Clairebel Coker je 5 | (14:12)      | meiste Tore: Rebeka Kucsera 7 | Sportski centar Jane Sandanski, Skopje Zuschauer: 100 Schiedsrichter: Ah. Gheisarian, Am. Gheisarian |
| 1. August 2022 18:20 Uhr | Strafen: 8×                                       | Spielbericht | Strafen: 6×                   | Sportski centar Jane Sandanski, Skopje Zuschauer: 100 Schiedsrichter: Ah. Gheisarian, Am. Gheisarian |

| 2. August 2022 14:30 Uhr | Slowakei                      | 30:34        | Südkorea                | Sportski centar Jane Sandanski, Skopje Zuschauer: 100 Schiedsrichter: Kha. Ismoilov, Khu. Ismoilov |
| 2. August 2022 14:30 Uhr | meiste Tore: Radka Šalatová 8 | (15:17)      | meiste Tore: Kim Ji-a 9 | Sportski centar Jane Sandanski, Skopje Zuschauer: 100 Schiedsrichter: Kha. Ismoilov, Khu. Ismoilov |
| 2. August 2022 14:30 Uhr | Strafen: 1×                   | Spielbericht | Strafen: 2×             | Sportski centar Jane Sandanski, Skopje Zuschauer: 100 Schiedsrichter: Kha. Ismoilov, Khu. Ismoilov |

| 2. August 2022 20:30 Uhr | Deutschland                                   | 30:23        | Schweiz                                        | Sportski centar Jane Sandanski (Halle B), Skopje Zuschauer: 76 Schiedsrichter: Araújo, Perdomo |
| 2. August 2022 20:30 Uhr | meiste Tore: Nieke Kühne, Matilda Ehlert je 6 | (16:10)      | meiste Tore: Mia Emmenegger, Nuria Bucher je 5 | Sportski centar Jane Sandanski (Halle B), Skopje Zuschauer: 76 Schiedsrichter: Araújo, Perdomo |
| 2. August 2022 20:30 Uhr | Strafen: 2×                                   | Spielbericht | Strafen: 2×                                    | Sportski centar Jane Sandanski (Halle B), Skopje Zuschauer: 76 Schiedsrichter: Araújo, Perdomo |

### Gruppe G
| Pl. | Land       | Sp. | S | U | N | Tore    | Diff. | Punkte |
| --- | ---------- | --- | - | - | - | ------- | ----- | ------ |
| 1.  | Norwegen   | 3   | 3 | 0 | 0 | 084:560 | +28   | 6      |
| 2.  | Brasilien  | 3   | 1 | 1 | 1 | 078:770 | +1    | 3      |
| 3.  | Tschechien | 3   | 1 | 1 | 1 | 071:740 | −3    | 3      |
| 4.  | Uruguay    | 3   | 0 | 0 | 3 | 059:850 | −26   | 0      |

| 30. Juli 2022 14:30 Uhr | Norwegen                                                       | 31:19        | Brasilien                 | Sportski centar Boris Trajkovski, Skopje Zuschauer: 70 Schiedsrichter: Hussein, Imran |
| 30. Juli 2022 14:30 Uhr | meiste Tore: Nicoline Jullumstrø, Stine Mellemstrand Bore je 5 | (14:8)       | meiste Tore: Kelly Rosa 6 | Sportski centar Boris Trajkovski, Skopje Zuschauer: 70 Schiedsrichter: Hussein, Imran |
| 30. Juli 2022 14:30 Uhr | Strafen: 1×                                                    | Spielbericht | Strafen: 5×               | Sportski centar Boris Trajkovski, Skopje Zuschauer: 70 Schiedsrichter: Hussein, Imran |

| 30. Juli 2022 14:30 Uhr | Tschechien                            | 24:23        | Uruguay                                 | Sportski centar Jane Sandanski, Skopje Zuschauer: 75 Schiedsrichter: Ah. Gheisarian, Am. Gheisarian |
| 30. Juli 2022 14:30 Uhr | meiste Tore: Simona Schreibmeierová 8 | (14:12)      | meiste Tore: Clara Barthaburu Aguirre 6 | Sportski centar Jane Sandanski, Skopje Zuschauer: 75 Schiedsrichter: Ah. Gheisarian, Am. Gheisarian |
| 30. Juli 2022 14:30 Uhr | Strafen: 1× 5× 1×                     | Spielbericht | Strafen: 5×                             | Sportski centar Jane Sandanski, Skopje Zuschauer: 75 Schiedsrichter: Ah. Gheisarian, Am. Gheisarian |

| 1. August 2022 14:00 Uhr | Uruguay                                 | 18:30        | Norwegen                                                        | Sportski centar Boris Trajkovski, Skopje Zuschauer: 40 Schiedsrichter: Chouraki, El Mouniri |
| 1. August 2022 14:00 Uhr | meiste Tore: Clara Barthaburu Aguirre 6 | (10:13)      | meiste Tore: Constance Hedenstad, Linnea Skadal Kyrkjeeide je 4 | Sportski centar Boris Trajkovski, Skopje Zuschauer: 40 Schiedsrichter: Chouraki, El Mouniri |
| 1. August 2022 14:00 Uhr |                                         | Spielbericht | Strafen: 1× 3×                                                  | Sportski centar Boris Trajkovski, Skopje Zuschauer: 40 Schiedsrichter: Chouraki, El Mouniri |

| 1. August 2022 16:10 Uhr | Tschechien                             | 28:28        | Brasilien                 | Sportski centar Boris Trajkovski, Skopje Zuschauer: 50 Schiedsrichter: Ismoilov, Khu. Ismoilov |
| 1. August 2022 16:10 Uhr | meiste Tore: Simona Schreibmeierová 10 | (16:18)      | meiste Tore: Kelly Rosa 9 | Sportski centar Boris Trajkovski, Skopje Zuschauer: 50 Schiedsrichter: Ismoilov, Khu. Ismoilov |
| 1. August 2022 16:10 Uhr | Strafen: 2×                            | Spielbericht | Strafen: 1×               | Sportski centar Boris Trajkovski, Skopje Zuschauer: 50 Schiedsrichter: Ismoilov, Khu. Ismoilov |

| 2. August 2022 16:30 Uhr | Brasilien                      | 31:18        | Uruguay                                 | Sportski centar Boris Trajkovski, Skopje Zuschauer: 70 Schiedsrichter: Vranes, Wenninger |
| 2. August 2022 16:30 Uhr | meiste Tore: Julia Rodrigues 6 | (13:12)      | meiste Tore: Emiliana Heilmann Potrie 4 | Sportski centar Boris Trajkovski, Skopje Zuschauer: 70 Schiedsrichter: Vranes, Wenninger |
| 2. August 2022 16:30 Uhr | Strafen: 3×                    | Spielbericht | Strafen: 1× 3× 1×                       | Sportski centar Boris Trajkovski, Skopje Zuschauer: 70 Schiedsrichter: Vranes, Wenninger |

| 2. August 2022 18:30 Uhr | Norwegen                           | 23:19        | Tschechien                      | Sportski centar Jane Sandanski, Skopje Zuschauer: 111 Schiedsrichter: Cheng, Zhou |
| 2. August 2022 18:30 Uhr | meiste Tore: Constance Hedenstad 6 | (13:10)      | meiste Tore: Anna Jestříbková 5 | Sportski centar Jane Sandanski, Skopje Zuschauer: 111 Schiedsrichter: Cheng, Zhou |
| 2. August 2022 18:30 Uhr | Strafen: 4×                        | Spielbericht | Strafen: 1×                     | Sportski centar Jane Sandanski, Skopje Zuschauer: 111 Schiedsrichter: Cheng, Zhou |

### Gruppe H
| Pl. | Land        | Sp. | S | U | N | Tore     | Diff. | Punkte |
| --- | ----------- | --- | - | - | - | -------- | ----- | ------ |
| 1.  | Ungarn      | 3   | 3 | 0 | 0 | 089:700  | +19   | 6      |
| 2.  | Frankreich  | 3   | 2 | 0 | 1 | 075:700  | +5    | 4      |
| 3.  | Spanien     | 3   | 1 | 0 | 2 | 093:850  | +8    | 2      |
| 4.  | Argentinien | 3   | 0 | 0 | 3 | 069:1010 | −32   | 0      |

| 30. Juli 2022 12:30 Uhr | Frankreich                 | 31:28        | Spanien                                                          | Sportski centar Boris Trajkovski, Skopje Zuschauer: 100 Schiedsrichter: D. Lončar, Z. Lončar |
| 30. Juli 2022 12:30 Uhr | meiste Tore: Lylou Borg 10 | (16:14)      | meiste Tore: Carmen Arroyo Pimienta, Ugazi Manterola Leunda je 6 | Sportski centar Boris Trajkovski, Skopje Zuschauer: 100 Schiedsrichter: D. Lončar, Z. Lončar |
| 30. Juli 2022 12:30 Uhr | Strafen: 2× 5×             | Spielbericht | Strafen: 6×                                                      | Sportski centar Boris Trajkovski, Skopje Zuschauer: 100 Schiedsrichter: D. Lončar, Z. Lončar |

| 30. Juli 2022 18:30 Uhr | Ungarn                      | 39:23        | Argentinien                      | Sportski centar Boris Trajkovski, Skopje Schiedsrichter: Chouraki, El Mouniri |
| 30. Juli 2022 18:30 Uhr | meiste Tore: Júlia Farkas 7 | (16:11)      | meiste Tore: Sofía Gull Querin 5 | Sportski centar Boris Trajkovski, Skopje Schiedsrichter: Chouraki, El Mouniri |
| 30. Juli 2022 18:30 Uhr | Strafen: 1×                 | Spielbericht | Strafen: 2×                      | Sportski centar Boris Trajkovski, Skopje Schiedsrichter: Chouraki, El Mouniri |

| 1. August 2022 18:20 Uhr | Frankreich                 | 23:20        | Argentinien                        | Sportski centar Boris Trajkovski, Skopje Zuschauer: 100 Schiedsrichter: Duplij, Pobedrina |
| 1. August 2022 18:20 Uhr | meiste Tore: Nina Perret 9 | (11:7)       | meiste Tore: Martina Pilar Layus 6 | Sportski centar Boris Trajkovski, Skopje Zuschauer: 100 Schiedsrichter: Duplij, Pobedrina |
| 1. August 2022 18:20 Uhr | Strafen: 6×                | Spielbericht | Strafen: 4×                        | Sportski centar Boris Trajkovski, Skopje Zuschauer: 100 Schiedsrichter: Duplij, Pobedrina |

| 1. August 2022 20:30 Uhr | Spanien                     | 26:28        | Ungarn                      | Sportski centar Boris Trajkovski, Skopje Zuschauer: 100 Schiedsrichter: Vranes, Wenninger |
| 1. August 2022 20:30 Uhr | meiste Tore: Ester Somaza 8 | (17:13)      | meiste Tore: Petra Simon 11 | Sportski centar Boris Trajkovski, Skopje Zuschauer: 100 Schiedsrichter: Vranes, Wenninger |
| 1. August 2022 20:30 Uhr | Strafen: 1×                 | Spielbericht | Strafen: 6× 1×              | Sportski centar Boris Trajkovski, Skopje Zuschauer: 100 Schiedsrichter: Vranes, Wenninger |

| 2. August 2022 14:30 Uhr | Argentinien                      | 26:39        | Spanien                  | Sportski centar Boris Trajkovski, Skopje Zuschauer: 100 Schiedsrichter: Reyes, Zuñiga |
| 2. August 2022 14:30 Uhr | meiste Tore: 6 Spielerinnen je 3 | (11:21)      | meiste Tore: Alba Tort 6 | Sportski centar Boris Trajkovski, Skopje Zuschauer: 100 Schiedsrichter: Reyes, Zuñiga |
| 2. August 2022 14:30 Uhr | Strafen: 1× 2×                   | Spielbericht | Strafen: 1× 4×           | Sportski centar Boris Trajkovski, Skopje Zuschauer: 100 Schiedsrichter: Reyes, Zuñiga |

| 2. August 2022 18:30 Uhr | Ungarn                     | 22:21        | Frankreich                               | Sportski centar Boris Trajkovski, Skopje Zuschauer: 100 Schiedsrichter: Belkhiri, Hamid |
| 2. August 2022 18:30 Uhr | meiste Tore: Luca Kármán 6 | (7:7)        | meiste Tore: Nina Dury, Nina Perret je 5 | Sportski centar Boris Trajkovski, Skopje Zuschauer: 100 Schiedsrichter: Belkhiri, Hamid |
| 2. August 2022 18:30 Uhr | Strafen: 1× 2×             | Spielbericht | Strafen: 1×                              | Sportski centar Boris Trajkovski, Skopje Zuschauer: 100 Schiedsrichter: Belkhiri, Hamid |

## Hauptrunde
Ergebnisse gegen Vorrundengegner wurden mit in die Hauptrunde genommen. Die Gruppenersten und Gruppenzweiten der Hauptrundengruppen qualifizierten sich für das Viertelfinale. Die Gruppendritten spielten die Plätze neun bis zwölf und die Gruppenvierten die Plätze dreizehn bis sechzehn aus.
Mit den erspielten Punkten wurde die Platzierung ermittelt. Bei Punktgleichheit von mehreren Mannschaften war erst der direkte Vergleich für die Platzierung ausschlaggebend, dann die Tordifferenz. Sofern diese ebenfalls identisch war, wurde die Anzahl der erzielten Tore zur Ermittlung der Platzierung herangezogen.
Legende

### Gruppe I
| Pl. | Land           | Sp. | S | U | N | Tore    | Diff. | Punkte |
| --- | -------------- | --- | - | - | - | ------- | ----- | ------ |
| 1.  | Island         | 3   | 3 | 0 | 0 | 075:560 | +19   | 6      |
| 2.  | Schweden       | 3   | 1 | 1 | 1 | 076:610 | +15   | 3      |
| 3.  | Nordmazedonien | 3   | 1 | 1 | 1 | 073:640 | +9    | 3      |
| 4.  | Iran           | 3   | 0 | 0 | 3 | 055:980 | −43   | 0      |

| 3. August 2022 18:30 Uhr | Island                            | 28:17        | Iran                           | Sportski centar Boris Trajkovski, Skopje Zuschauer: 100 Schiedsrichter: Cheng, Zhou |
| 3. August 2022 18:30 Uhr | meiste Tore: Lilja Ágústsdóttir 8 | (17:10)      | meiste Tore: Fatemeh Merikhi 6 | Sportski centar Boris Trajkovski, Skopje Zuschauer: 100 Schiedsrichter: Cheng, Zhou |
| 3. August 2022 18:30 Uhr | Strafen: 1×                       | Spielbericht | Strafen: 4×                    | Sportski centar Boris Trajkovski, Skopje Zuschauer: 100 Schiedsrichter: Cheng, Zhou |

| 3. August 2022 20:30 Uhr | Nordmazedonien                 | 20:20        | Schweden                       | Sportski centar Boris Trajkovski, Skopje Zuschauer: 500 Schiedsrichter: Belkhiri, Hamid |
| 3. August 2022 20:30 Uhr | meiste Tore: Iva Mladenovska 5 | (12:10)      | meiste Tore: Emma Mihailovic 5 | Sportski centar Boris Trajkovski, Skopje Zuschauer: 500 Schiedsrichter: Belkhiri, Hamid |
| 3. August 2022 20:30 Uhr | Strafen: 1× 3×                 | Spielbericht | Strafen: 1× 4×                 | Sportski centar Boris Trajkovski, Skopje Zuschauer: 500 Schiedsrichter: Belkhiri, Hamid |

| 5. August 2022 18:30 Uhr | Schweden                       | 39:19        | Iran                          | Sportski centar Boris Trajkovski, Skopje Zuschauer: 120 Schiedsrichter: D. Lončar, Z. Lončar |
| 5. August 2022 18:30 Uhr | meiste Tore: Stella Huselius 9 | (15:8)       | meiste Tore: Arezoo Bahmaei 5 | Sportski centar Boris Trajkovski, Skopje Zuschauer: 120 Schiedsrichter: D. Lončar, Z. Lončar |
| 5. August 2022 18:30 Uhr | Strafen: 3×                    | Spielbericht | Strafen: 1× 4×                | Sportski centar Boris Trajkovski, Skopje Zuschauer: 120 Schiedsrichter: D. Lončar, Z. Lončar |

| 5. August 2022 20:30 Uhr | Island                                                             | 25:22        | Nordmazedonien               | Sportski centar Boris Trajkovski, Skopje Zuschauer: 800 Schiedsrichter: Burgos, Delgado |
| 5. August 2022 20:30 Uhr | meiste Tore: Elín Klara Þorkelsdóttir, Inga Dís Jóhannsdóttir je 6 | (13:10)      | meiste Tore: Bojana Koceva 6 | Sportski centar Boris Trajkovski, Skopje Zuschauer: 800 Schiedsrichter: Burgos, Delgado |
| 5. August 2022 20:30 Uhr | Strafen: 1× 2×                                                     | Spielbericht | Strafen: 1× 2×               | Sportski centar Boris Trajkovski, Skopje Zuschauer: 800 Schiedsrichter: Burgos, Delgado |

### Gruppe II
| Pl. | Land     | Sp. | S | U | N | Tore    | Diff. | Punkte |
| --- | -------- | --- | - | - | - | ------- | ----- | ------ |
| 1.  | Dänemark | 3   | 3 | 0 | 0 | 094:750 | +19   | 6      |
| 2.  | Ägypten  | 3   | 2 | 0 | 1 | 084:850 | −1    | 4      |
| 3.  | Kroatien | 3   | 0 | 1 | 2 | 082:900 | −8    | 1      |
| 4.  | Portugal | 3   | 0 | 1 | 2 | 075:850 | −10   | 1      |

| 3. August 2022 18:30 Uhr | Dänemark                                               | 29:23        | Kroatien                | Sportski centar Jane Sandanski, Skopje Zuschauer: 200 Schiedsrichter: Magalhães, Godoy |
| 3. August 2022 18:30 Uhr | meiste Tore: Julie Scaglione, Matilde Vestergaard je 7 | (13:12)      | meiste Tore: Iva Bule 9 | Sportski centar Jane Sandanski, Skopje Zuschauer: 200 Schiedsrichter: Magalhães, Godoy |
| 3. August 2022 18:30 Uhr | Strafen: 1×                                            | Spielbericht | Strafen: 7×             | Sportski centar Jane Sandanski, Skopje Zuschauer: 200 Schiedsrichter: Magalhães, Godoy |

| 3. August 2022 20:30 Uhr | Ägypten                                                    | 24:22        | Portugal                      | Sportski centar Jane Sandanski, Skopje Zuschauer: 150 Schiedsrichter: Altmár, Horváth |
| 3. August 2022 20:30 Uhr | meiste Tore: Mariam Omar Ibrahim, Lojin Osama Abdalla je 7 | (11:11)      | meiste Tore: Luciana Rebelo 7 | Sportski centar Jane Sandanski, Skopje Zuschauer: 150 Schiedsrichter: Altmár, Horváth |
| 3. August 2022 20:30 Uhr | Strafen: 1× 5×                                             | Spielbericht | Strafen: 1× 2×                | Sportski centar Jane Sandanski, Skopje Zuschauer: 150 Schiedsrichter: Altmár, Horváth |

| 5. August 2022 14:30 Uhr | Dänemark                        | 32:27        | Ägypten                          | Sportski centar Jane Sandanski, Skopje Zuschauer: 75 Schiedsrichter: Bozhinovski, Nachevski |
| 5. August 2022 14:30 Uhr | meiste Tore: Julie Scaglione 12 | (15:15)      | meiste Tore: Jude Ahmed Aboras 8 | Sportski centar Jane Sandanski, Skopje Zuschauer: 75 Schiedsrichter: Bozhinovski, Nachevski |
| 5. August 2022 14:30 Uhr | Strafen: 3×                     | Spielbericht | Strafen: 1×                      | Sportski centar Jane Sandanski, Skopje Zuschauer: 75 Schiedsrichter: Bozhinovski, Nachevski |

| 5. August 2022 16:30 Uhr | Portugal                           | 28:28        | Kroatien                    | Sportski centar Jane Sandanski, Skopje Zuschauer: 108 Schiedsrichter: Chouraki, El Mouniri |
| 5. August 2022 16:30 Uhr | meiste Tore: Constança Sequeira 10 | (15:12)      | meiste Tore: Anđela Žagar 8 | Sportski centar Jane Sandanski, Skopje Zuschauer: 108 Schiedsrichter: Chouraki, El Mouniri |
| 5. August 2022 16:30 Uhr | Strafen: 4×                        | Spielbericht | Strafen: 1× 7×              | Sportski centar Jane Sandanski, Skopje Zuschauer: 108 Schiedsrichter: Chouraki, El Mouniri |

### Gruppe III
| Pl. | Land        | Sp. | S | U | N | Tore    | Diff. | Punkte |
| --- | ----------- | --- | - | - | - | ------- | ----- | ------ |
| 1.  | Südkorea    | 3   | 3 | 0 | 0 | 093:830 | +10   | 6      |
| 2.  | Niederlande | 3   | 1 | 1 | 1 | 084:800 | +4    | 3      |
| 3.  | Deutschland | 3   | 1 | 0 | 2 | 081:920 | −11   | 2      |
| 4.  | Rumänien    | 3   | 0 | 1 | 2 | 087:900 | −3    | 1      |

| 4. August 2022 16:30 Uhr | Niederlande                | 31:25        | Deutschland                   | Sportski centar Boris Trajkovski, Skopje Zuschauer: 220 Schiedsrichter: Burgos, Delgado |
| 4. August 2022 16:30 Uhr | meiste Tore: Jalisha Loy 7 | (14:13)      | meiste Tore: Matilda Ehlert 5 | Sportski centar Boris Trajkovski, Skopje Zuschauer: 220 Schiedsrichter: Burgos, Delgado |
| 4. August 2022 16:30 Uhr | Strafen: 2×                | Spielbericht | Strafen: 2×                   | Sportski centar Boris Trajkovski, Skopje Zuschauer: 220 Schiedsrichter: Burgos, Delgado |

| 4. August 2022 18:30 Uhr | Südkorea                    | 33:31        | Rumänien                                                      | Sportski centar Boris Trajkovski, Skopje Zuschauer: 120 Schiedsrichter: Chouraki, El Mouniri |
| 4. August 2022 18:30 Uhr | meiste Tore: Kim Min-seo 10 | (17:16)      | meiste Tore: Maria Noemi Mezei, Anamaria Mihaela Grigore je 6 | Sportski centar Boris Trajkovski, Skopje Zuschauer: 120 Schiedsrichter: Chouraki, El Mouniri |
| 4. August 2022 18:30 Uhr | Strafen: 3×                 | Spielbericht | Strafen: 2× 1×                                                | Sportski centar Boris Trajkovski, Skopje Zuschauer: 120 Schiedsrichter: Chouraki, El Mouniri |

| 5. August 2022 14:30 Uhr | Niederlande                | 24:26        | Südkorea               | Sportski centar Boris Trajkovski, Skopje Zuschauer: 110 Schiedsrichter: Altmár, Horváth |
| 5. August 2022 14:30 Uhr | meiste Tore: Jalisha Loy 8 | (7:12)       | meiste Tore: Kim Jia 7 | Sportski centar Boris Trajkovski, Skopje Zuschauer: 110 Schiedsrichter: Altmár, Horváth |
| 5. August 2022 14:30 Uhr | Strafen: 2×                | Spielbericht | Strafen: 2×            | Sportski centar Boris Trajkovski, Skopje Zuschauer: 110 Schiedsrichter: Altmár, Horváth |

| 5. August 2022 16:30 Uhr | Rumänien                        | 27:28        | Deutschland                 | Sportski centar Boris Trajkovski, Skopje Zuschauer: 140 Schiedsrichter: V. Sá, M. Sá |
| 5. August 2022 16:30 Uhr | meiste Tore: Diana Lixăndroiu 7 | (12:12)      | meiste Tore: Nieke Kühne 10 | Sportski centar Boris Trajkovski, Skopje Zuschauer: 140 Schiedsrichter: V. Sá, M. Sá |
| 5. August 2022 16:30 Uhr | Strafen: 1× 3×                  | Spielbericht | Strafen: 2× 6×              | Sportski centar Boris Trajkovski, Skopje Zuschauer: 140 Schiedsrichter: V. Sá, M. Sá |

### Gruppe IV
| Pl. | Land       | Sp. | S | U | N | Tore    | Diff. | Punkte |
| --- | ---------- | --- | - | - | - | ------- | ----- | ------ |
| 1.  | Ungarn     | 3   | 3 | 0 | 0 | 078:560 | +22   | 6      |
| 2.  | Frankreich | 3   | 2 | 0 | 1 | 073:580 | +15   | 4      |
| 3.  | Norwegen   | 3   | 1 | 0 | 2 | 069:650 | +4    | 2      |
| 4.  | Brasilien  | 3   | 0 | 0 | 3 | 052:930 | −41   | 0      |

| 4. August 2022 18:30 Uhr | Norwegen                    | 19:22        | Frankreich                 | Sportski centar Jane Sandanski, Skopje Zuschauer: 100 Schiedsrichter: Bozhinovski, Nachevski |
| 4. August 2022 18:30 Uhr | meiste Tore: Mathea Enger 4 | (6:11)       | meiste Tore: Nina Perret 8 | Sportski centar Jane Sandanski, Skopje Zuschauer: 100 Schiedsrichter: Bozhinovski, Nachevski |
| 4. August 2022 18:30 Uhr | Strafen: 2×                 | Spielbericht | Strafen: 2× 5×             | Sportski centar Jane Sandanski, Skopje Zuschauer: 100 Schiedsrichter: Bozhinovski, Nachevski |

| 4. August 2022 20:30 Uhr | Ungarn                          | 32:16        | Brasilien                        | Sportski centar Jane Sandanski, Skopje Zuschauer: 50 Schiedsrichter: Doychinow, Goretsow |
| 4. August 2022 20:30 Uhr | meiste Tore: Bianka Kovalcsik 5 | (19:10)      | meiste Tore: 3 Spielerinnen je 3 | Sportski centar Jane Sandanski, Skopje Zuschauer: 50 Schiedsrichter: Doychinow, Goretsow |
| 4. August 2022 20:30 Uhr | Strafen: 1×                     | Spielbericht | Strafen: 2×                      | Sportski centar Jane Sandanski, Skopje Zuschauer: 50 Schiedsrichter: Doychinow, Goretsow |

| 5. August 2022 18:30 Uhr | Norwegen                                                                  | 19:24        | Ungarn                     | Sportski centar Jane Sandanski, Skopje Zuschauer: 150 Schiedsrichter: Belkhiri, Hamidi |
| 5. August 2022 18:30 Uhr | meiste Tore: Maria Elisabeth Grasdal, Nora Evelina Cecilia Rosenberg je 4 | (9:9)        | meiste Tore: Petra Simon 6 | Sportski centar Jane Sandanski, Skopje Zuschauer: 150 Schiedsrichter: Belkhiri, Hamidi |
| 5. August 2022 18:30 Uhr | Strafen: 1× 5×                                                            | Spielbericht | Strafen: 4×                | Sportski centar Jane Sandanski, Skopje Zuschauer: 150 Schiedsrichter: Belkhiri, Hamidi |

| 5. August 2022 20:30 Uhr | Brasilien                 | 17:30        | Frankreich                              | Sportski centar Jane Sandanski, Skopje Zuschauer: 50 Schiedsrichter: Duplij, Pobedrina |
| 5. August 2022 20:30 Uhr | meiste Tore: Kelly Rosa 6 | (12:14)      | meiste Tore: Nina Dury, Enola Borg je 6 | Sportski centar Jane Sandanski, Skopje Zuschauer: 50 Schiedsrichter: Duplij, Pobedrina |
| 5. August 2022 20:30 Uhr | Strafen: 2×               | Spielbericht | Strafen: 2×                             | Sportski centar Jane Sandanski, Skopje Zuschauer: 50 Schiedsrichter: Duplij, Pobedrina |

### Finalrunde
| Viertelfinale | Viertelfinale | Viertelfinale |  |             | Halbfinale | Halbfinale | Halbfinale  |                  |                  | Finale           | Finale | Finale |
|               |               |               |  |             |            |            |             |                  |                  |                  |        |        |
|               | Island        | 26            |  |             |            |            |             |                  |                  |                  |        |        |
|               | Niederlande   | 27            |  |             |            |            |             |                  |                  |                  |        |        |
|               |               |               |  | Niederlande | 21         |            |             |                  |                  |                  |        |        |
|               |               |               |  |             | Dänemark   | 37         |             |                  |                  |                  |        |        |
|               | Dänemark      | 32            |  |             |            |            |             |                  |                  |                  |        |        |
|               | Frankreich    | 26            |  |             |            |            | Endspiel    | Endspiel         | Endspiel         |                  |        |        |
|               |               |               |  | Dänemark    | 28         |            |             |                  |                  |                  |        |        |
|               |               |               |  |             | Südkorea   | 31         |             |                  |                  |                  |        |        |
|               | Südkorea      | 33            |  |             |            |            |             |                  |                  |                  |        |        |
|               | Schweden      | 27            |  |             |            |            |             |                  |                  |                  |        |        |
|               |               |               |  | Südkorea    | 30         |            |             |                  |                  |                  |        |        |
|               |               |               |  |             | Ungarn     | 29         |             | Spiel um Platz 3 | Spiel um Platz 3 | Spiel um Platz 3 |        |        |
|               | Ungarn        | 28            |  |             |            |            | Niederlande | 26               |                  |                  |        |        |
|               | Ägypten       | 23            |  |             |            |            |             | Ungarn           | 27               |                  |        |        |
|               |               |               |  |             |            |            |             |                  |                  |                  |        |        |

#### Viertelfinale
| 7. August 2022 18:15 Uhr | Island                             | 26:27        | Niederlande                   | Sportski centar Boris Trajkovski, Skopje Zuschauer: 150 Schiedsrichter: Altmár, Horváth |
| 7. August 2022 18:15 Uhr | meiste Tore: Lilja Ágústsdóttir 10 | (12:15)      | meiste Tore: Daphne Luchies 6 | Sportski centar Boris Trajkovski, Skopje Zuschauer: 150 Schiedsrichter: Altmár, Horváth |
| 7. August 2022 18:15 Uhr | Strafen: 2×                        | Spielbericht | Strafen: 4×                   | Sportski centar Boris Trajkovski, Skopje Zuschauer: 150 Schiedsrichter: Altmár, Horváth |

| 7. August 2022 18:15 Uhr | Dänemark                                               | 32:26        | Frankreich                | Sportski centar Jane Sandanski, Skopje Zuschauer: 97 Schiedsrichter: Belkhiri, Hamidi |
| 7. August 2022 18:15 Uhr | meiste Tore: Julie Scaglione, Matilde Vestergaard je 7 | (13:10)      | meiste Tore: Lylou Borg 8 | Sportski centar Jane Sandanski, Skopje Zuschauer: 97 Schiedsrichter: Belkhiri, Hamidi |
| 7. August 2022 18:15 Uhr | Strafen: 5×                                            | Spielbericht | Strafen: 1× 4×            | Sportski centar Jane Sandanski, Skopje Zuschauer: 97 Schiedsrichter: Belkhiri, Hamidi |

| 7. August 2022 20:30 Uhr | Südkorea                    | 33:27        | Schweden                    | Sportski centar Boris Trajkovski, Skopje Zuschauer: 120 Schiedsrichter: Bozhinovski, Nachevski |
| 7. August 2022 20:30 Uhr | meiste Tore: Kim Seo-jin 10 | (18:14)      | meiste Tore: Thea Kylberg 7 | Sportski centar Boris Trajkovski, Skopje Zuschauer: 120 Schiedsrichter: Bozhinovski, Nachevski |
| 7. August 2022 20:30 Uhr | Strafen: 3×                 | Spielbericht | Strafen: 1× 2×              | Sportski centar Boris Trajkovski, Skopje Zuschauer: 120 Schiedsrichter: Bozhinovski, Nachevski |

| 7. August 2022 20:30 Uhr | Ungarn                     | 28:23        | Ägypten                           | Sportski centar Jane Sandanski, Skopje Zuschauer: 150 Schiedsrichter: Magalhães, Godoy |
| 7. August 2022 20:30 Uhr | meiste Tore: Petra Simon 9 | (12:10)      | meiste Tore: Kenzy Hatem Salama 5 | Sportski centar Jane Sandanski, Skopje Zuschauer: 150 Schiedsrichter: Magalhães, Godoy |
| 7. August 2022 20:30 Uhr | Strafen: 6×                | Spielbericht | Strafen: 1× 4×                    | Sportski centar Jane Sandanski, Skopje Zuschauer: 150 Schiedsrichter: Magalhães, Godoy |

#### Halbfinale
| 8. August 2022 18:15 Uhr | Niederlande                 | 21:37        | Dänemark                       | Sportski centar Boris Trajkovski, Skopje Zuschauer: 210 Schiedsrichter: Bozhinovski, Nachevski |
| 8. August 2022 18:15 Uhr | meiste Tore: Donna Bakker 5 | (13:21)      | meiste Tore: Julie Scaglione 8 | Sportski centar Boris Trajkovski, Skopje Zuschauer: 210 Schiedsrichter: Bozhinovski, Nachevski |
| 8. August 2022 18:15 Uhr | Strafen: 2× 4×              | Spielbericht |                                | Sportski centar Boris Trajkovski, Skopje Zuschauer: 210 Schiedsrichter: Bozhinovski, Nachevski |

| 8. August 2022 20:30 Uhr | Südkorea                   | 30:29        | Ungarn                     | Sportski centar Boris Trajkovski, Skopje Zuschauer: 300 Schiedsrichter: Doychinow, Goretsow |
| 8. August 2022 20:30 Uhr | meiste Tore: Kin Seo-jin 7 | (17:16)      | meiste Tore: Petra Simon 9 | Sportski centar Boris Trajkovski, Skopje Zuschauer: 300 Schiedsrichter: Doychinow, Goretsow |
| 8. August 2022 20:30 Uhr | Strafen: 1× 3×             | Spielbericht | Strafen: 2×                | Sportski centar Boris Trajkovski, Skopje Zuschauer: 300 Schiedsrichter: Doychinow, Goretsow |

#### Spiel um Platz 3
| 10. August 2022 16:00 Uhr | Niederlande                 | 26:27        | Ungarn                     | Sportski centar Boris Trajkovski, Skopje Zuschauer: 300 Schiedsrichter: V. Sá, M. Sá |
| 10. August 2022 16:00 Uhr | meiste Tore: Donna Bakker 6 | (16:12)      | meiste Tore: Petra Simon 9 | Sportski centar Boris Trajkovski, Skopje Zuschauer: 300 Schiedsrichter: V. Sá, M. Sá |
| 10. August 2022 16:00 Uhr | Strafen: 4× 1×              | Spielbericht | Strafen: 1× 2×             | Sportski centar Boris Trajkovski, Skopje Zuschauer: 300 Schiedsrichter: V. Sá, M. Sá |

#### Finale
| 10. August 2022 18:15 Uhr | Dänemark                        | 28:31        | Südkorea                   | Sportski centar Boris Trajkovski, Skopje Zuschauer: 1027 Schiedsrichter: Belkhiri, Hamid |
| 10. August 2022 18:15 Uhr | meiste Tore: Julie Scaglione 10 | (15:15)      | meiste Tore: Kim Min-seo 9 | Sportski centar Boris Trajkovski, Skopje Zuschauer: 1027 Schiedsrichter: Belkhiri, Hamid |
| 10. August 2022 18:15 Uhr | Strafen: 3×                     | Spielbericht | Strafen: 1× 4×             | Sportski centar Boris Trajkovski, Skopje Zuschauer: 1027 Schiedsrichter: Belkhiri, Hamid |

### Platzierungsrunde
Sofern die Spiele der Platzierungsrunde am Ende der regulären Spielzeit nicht entschieden waren, erfolgte ein Siebenmeterwerfen.

#### Spiele um Platz 5–8
| 8. August 2022 18:15 Uhr | Island                                   | 29:32        | Frankreich                 | Sportski centar Jane Sandanski, Skopje Zuschauer: 170 Schiedsrichter: Burgos, Delgado |
| 8. August 2022 18:15 Uhr | meiste Tore: Katrín Anna Ásmundsdóttir 7 | (14:17)      | meiste Tore: Lylou Borg 10 | Sportski centar Jane Sandanski, Skopje Zuschauer: 170 Schiedsrichter: Burgos, Delgado |
| 8. August 2022 18:15 Uhr | Strafen: 1× 3×                           | Spielbericht | Strafen: 5×                | Sportski centar Jane Sandanski, Skopje Zuschauer: 170 Schiedsrichter: Burgos, Delgado |

| 8. August 2022 20:30 Uhr | Schweden                      | 30:27        | Ägypten                            | Sportski centar Jane Sandanski, Skopje Zuschauer: 75 Schiedsrichter: Antić, Jakovljević |
| 8. August 2022 20:30 Uhr | meiste Tore: Freja Wahlberg 6 | (14:13)      | meiste Tore: Mariam Omar Ibrahim 8 | Sportski centar Jane Sandanski, Skopje Zuschauer: 75 Schiedsrichter: Antić, Jakovljević |
| 8. August 2022 20:30 Uhr | Strafen: 1× 2×                | Spielbericht | Strafen: 3×                        | Sportski centar Jane Sandanski, Skopje Zuschauer: 75 Schiedsrichter: Antić, Jakovljević |

#### Spiel um Platz 5
| 10. August 2022 13:45 Uhr | Frankreich                 | 31:22        | Schweden                                           | Sportski centar Boris Trajkovski, Skopje Zuschauer: 100 Schiedsrichter: Duplij, Pobedrina |
| 10. August 2022 13:45 Uhr | meiste Tore: Nina Perret 7 | (15:9)       | meiste Tore: Stella Huselius, Emma Mihailovic je 5 | Sportski centar Boris Trajkovski, Skopje Zuschauer: 100 Schiedsrichter: Duplij, Pobedrina |
| 10. August 2022 13:45 Uhr | Strafen: 3×                | Spielbericht | Strafen: 2×                                        | Sportski centar Boris Trajkovski, Skopje Zuschauer: 100 Schiedsrichter: Duplij, Pobedrina |

#### Spiel um Platz 7
| 10. August 2022 11:45 Uhr | Island                             | 33:35 n. S.      | Ägypten                             | Sportski centar Boris Trajkovski, Skopje Zuschauer: 60 Schiedsrichter: Altmár, Horváth |
| 10. August 2022 11:45 Uhr | meiste Tore: Lilja Ágústsdóttir 12 | (16:12), (31:31) | meiste Tore: Touka Kamel Gadallah 6 | Sportski centar Boris Trajkovski, Skopje Zuschauer: 60 Schiedsrichter: Altmár, Horváth |
| 10. August 2022 11:45 Uhr | Strafen: 2×                        | Spielbericht     | Strafen: 1× 2×                      | Sportski centar Boris Trajkovski, Skopje Zuschauer: 60 Schiedsrichter: Altmár, Horváth |

#### Spiele um Platz 9–12
| 7. August 2022 16:00 Uhr | Nordmazedonien                  | 21:34        | Deutschland                   | Sportski centar Boris Trajkovski, Skopje Zuschauer: 300 Schiedsrichter: Araújo, Perdomo |
| 7. August 2022 16:00 Uhr | meiste Tore: Teodora Duskoska 5 | (12:17)      | meiste Tore: Viola Leuchter 9 | Sportski centar Boris Trajkovski, Skopje Zuschauer: 300 Schiedsrichter: Araújo, Perdomo |
| 7. August 2022 16:00 Uhr | Strafen: 1× 3×                  | Spielbericht | Strafen: 3×                   | Sportski centar Boris Trajkovski, Skopje Zuschauer: 300 Schiedsrichter: Araújo, Perdomo |

| 7. August 2022 14:00 Uhr | Kroatien                 | 39:40 n. S.      | Norwegen                            | Sportski centar Boris Trajkovski, Skopje Zuschauer: 130 Schiedsrichter: Cheng, Zhou |
| 7. August 2022 14:00 Uhr | meiste Tore: Iva Bule 13 | (14:14), (30:30) | meiste Tore: Constance Hedenstad 12 | Sportski centar Boris Trajkovski, Skopje Zuschauer: 130 Schiedsrichter: Cheng, Zhou |
| 7. August 2022 14:00 Uhr | Strafen: 2×              | Spielbericht     | Strafen: 1×                         | Sportski centar Boris Trajkovski, Skopje Zuschauer: 130 Schiedsrichter: Cheng, Zhou |

#### Spiel um Platz 9
| 8. August 2022 14:00 Uhr | Deutschland                      | 24:36        | Norwegen                                       | Sportski centar Boris Trajkovski, Skopje Zuschauer: 60 Schiedsrichter: Chouraki, El Mouniri |
| 8. August 2022 14:00 Uhr | meiste Tore: 3 Spielerinnen je 5 | (15:18)      | meiste Tore: Nora Evelina Cecilia Rosenberg 11 | Sportski centar Boris Trajkovski, Skopje Zuschauer: 60 Schiedsrichter: Chouraki, El Mouniri |
| 8. August 2022 14:00 Uhr | Strafen: 2× 1×                   | Spielbericht | Strafen: 3×                                    | Sportski centar Boris Trajkovski, Skopje Zuschauer: 60 Schiedsrichter: Chouraki, El Mouniri |

#### Spiel um Platz 11
| 7. August 2022 16:00 Uhr | Nordmazedonien                   | 28:32        | Kroatien                    | Sportski centar Boris Trajkovski, Skopje Zuschauer: 200 Schiedsrichter: V. Sá, M. Sá |
| 7. August 2022 16:00 Uhr | meiste Tore: Emilijana Rizoska 9 | (10:20)      | meiste Tore: Anđela Žagar 9 | Sportski centar Boris Trajkovski, Skopje Zuschauer: 200 Schiedsrichter: V. Sá, M. Sá |
| 7. August 2022 16:00 Uhr | Strafen: 3×                      | Spielbericht | Strafen: 1× 3×              | Sportski centar Boris Trajkovski, Skopje Zuschauer: 200 Schiedsrichter: V. Sá, M. Sá |

#### Spiele um Platz 13–16
| 7. August 2022 14:00 Uhr | Iran                           | 30:38        | Rumänien                                                  | Sportski centar Jane Sandanski, Skopje Zuschauer: 80 Schiedsrichter: Antić, Jakovljević |
| 7. August 2022 14:00 Uhr | meiste Tore: Fatima Merikhi 14 | (13:12)      | meiste Tore: Diana Lixăndroiu, Mihaela Andreea Mihai je 9 | Sportski centar Jane Sandanski, Skopje Zuschauer: 80 Schiedsrichter: Antić, Jakovljević |
| 7. August 2022 14:00 Uhr | Strafen: 1×                    | Spielbericht | Strafen: 2× 1×                                            | Sportski centar Jane Sandanski, Skopje Zuschauer: 80 Schiedsrichter: Antić, Jakovljević |

| 7. August 2022 16:00 Uhr | Portugal                      | 35:21        | Brasilien                     | Sportski centar Jane Sandanski, Skopje Zuschauer: 45 Schiedsrichter: Kha. Ismoilov, Khu. Ismoilov |
| 7. August 2022 16:00 Uhr | meiste Tore: Luciana Rebelo 9 | (14:11)      | meiste Tore: Eduarda Borges 5 | Sportski centar Jane Sandanski, Skopje Zuschauer: 45 Schiedsrichter: Kha. Ismoilov, Khu. Ismoilov |
| 7. August 2022 16:00 Uhr | Strafen: 2×                   | Spielbericht | Strafen: 5×                   | Sportski centar Jane Sandanski, Skopje Zuschauer: 45 Schiedsrichter: Kha. Ismoilov, Khu. Ismoilov |

#### Spiel um Platz 13
| 8. August 2022 20:00 Uhr | Rumänien                        | 32:35        | Portugal                           | Sportski centar Jane Sandanski (Halle B), Skopje Zuschauer: 87 Schiedsrichter: Araújo, Perdomo |
| 8. August 2022 20:00 Uhr | meiste Tore: Diana Lixăndroiu 7 | (20:17)      | meiste Tore: Constança Sequeira 13 | Sportski centar Jane Sandanski (Halle B), Skopje Zuschauer: 87 Schiedsrichter: Araújo, Perdomo |
| 8. August 2022 20:00 Uhr | Strafen: 1× 4×                  | Spielbericht | Strafen: 6×                        | Sportski centar Jane Sandanski (Halle B), Skopje Zuschauer: 87 Schiedsrichter: Araújo, Perdomo |

#### Spiel um Platz 15
| 8. August 2022 14:00 Uhr | Iran                             | 26:29        | Brasilien                      | Sportski centar Jane Sandanski, Skopje Zuschauer: 35 Schiedsrichter: Cheng, Zhou |
| 8. August 2022 14:00 Uhr | meiste Tore: 3 Spielerinnen je 5 | (10:8)       | meiste Tore: Eduarda Borges 11 | Sportski centar Jane Sandanski, Skopje Zuschauer: 35 Schiedsrichter: Cheng, Zhou |
| 8. August 2022 14:00 Uhr | Strafen: 4×                      | Spielbericht | Strafen: 1× 2×                 | Sportski centar Jane Sandanski, Skopje Zuschauer: 35 Schiedsrichter: Cheng, Zhou |

## President’s Cup
Ergebnisse gegen Vorrundengegner wurden mit in die Hauptrunde genommen. Die Gruppenersten des President’s Cup ermittelten in der Platzierungsrunde die Plätze 17 bis 20, die Gruppenzweiten die Plätze 21 bis 24, die Gruppendritten die Plätze 25 bis 28 und die Gruppenvierten die Plätze 29 bis 32.
Legende

### Gruppe I
| Pl. | Land       | Sp. | S | U | N | Tore      | Diff. | Punkte |
| --- | ---------- | --- | - | - | - | --------- | ----- | ------ |
| 1.  | Montenegro | 3   | 3 | 0 | 0 | 0119:620  | +57   | 6      |
| 2.  | Usbekistan | 3   | 1 | 0 | 2 | 0110:1160 | −6    | 2      |
| 3.  | Senegal    | 3   | 1 | 0 | 2 | 085:1070  | −22   | 2      |
| 4.  | Algerien   | 3   | 1 | 0 | 2 | 092:1210  | −29   | 2      |

| 3. August 2022 14:30 Uhr | Senegal                  | 31:37        | Algerien                      | Sportski centar Boris Trajkovski, Skopje Zuschauer: 40 Schiedsrichter: Reyes , Araújo |
| 3. August 2022 14:30 Uhr | meiste Tore: Sira Kébé 8 | (12:13)      | meiste Tore: Douae Sahraoui 7 | Sportski centar Boris Trajkovski, Skopje Zuschauer: 40 Schiedsrichter: Reyes , Araújo |
| 3. August 2022 14:30 Uhr | Strafen: 3×              | Spielbericht | Strafen: 1× 4×                | Sportski centar Boris Trajkovski, Skopje Zuschauer: 40 Schiedsrichter: Reyes , Araújo |

| 3. August 2022 16:30 Uhr | Montenegro                     | 43:26        | Usbekistan                       | Sportski centar Boris Trajkovski, Skopje Zuschauer: 72 Schiedsrichter: Zuñiga , Perdomo |
| 3. August 2022 16:30 Uhr | meiste Tore: Jelena Vukčević 6 | (21:12)      | meiste Tore: Sevinch Erkabaeva 8 | Sportski centar Boris Trajkovski, Skopje Zuschauer: 72 Schiedsrichter: Zuñiga , Perdomo |
| 3. August 2022 16:30 Uhr | Strafen: 2×                    | Spielbericht | Strafen: 5×                      | Sportski centar Boris Trajkovski, Skopje Zuschauer: 72 Schiedsrichter: Zuñiga , Perdomo |

| 5. August 2022 10:00 Uhr | Montenegro                   | 38:20        | Senegal                  | Sportski centar Jane Sandanski (Halle B), Skopje Zuschauer: 74 Schiedsrichter: Imran , Hizaki |
| 5. August 2022 10:00 Uhr | meiste Tore: Nađa Micevski 7 | (17:8)       | meiste Tore: Sira Kébé 7 | Sportski centar Jane Sandanski (Halle B), Skopje Zuschauer: 74 Schiedsrichter: Imran , Hizaki |
| 5. August 2022 10:00 Uhr | Strafen: 4×                  | Spielbericht | Strafen: 7× 1×           | Sportski centar Jane Sandanski (Halle B), Skopje Zuschauer: 74 Schiedsrichter: Imran , Hizaki |

| 5. August 2022 13:30 Uhr | Algerien                     | 39:52        | Usbekistan                      | Sportski centar Jane Sandanski (Halle B), Skopje Zuschauer: 43 Schiedsrichter: Wenninger , Jakovljević |
| 5. August 2022 13:30 Uhr | meiste Tore: Alia Choudani 9 | (19:26)      | meiste Tore: Sabina Mullaeva 11 | Sportski centar Jane Sandanski (Halle B), Skopje Zuschauer: 43 Schiedsrichter: Wenninger , Jakovljević |
| 5. August 2022 13:30 Uhr | Strafen: 7×                  | Spielbericht | Strafen: 6×                     | Sportski centar Jane Sandanski (Halle B), Skopje Zuschauer: 43 Schiedsrichter: Wenninger , Jakovljević |

### Gruppe II
| Pl. | Land       | Sp. | S | U | N | Tore    | Diff. | Punkte |
| --- | ---------- | --- | - | - | - | ------- | ----- | ------ |
| 1.  | Färöer     | 3   | 3 | 0 | 0 | 089:660 | +23   | 6      |
| 2.  | Österreich | 3   | 1 | 1 | 1 | 084:860 | −2    | 3      |
| 3.  | Kasachstan | 3   | 1 | 0 | 2 | 055:610 | −6    | 2      |
| 4.  | Indien     | 3   | 0 | 1 | 2 | 054:690 | −15   | 1      |

| 3. August 2022 14:30 Uhr | Färöer                                         | 27:22        | Indien                | Sportski centar Jane Sandanski, Skopje Zuschauer: 50 Schiedsrichter: V. Sá , Jakovljević |
| 3. August 2022 14:30 Uhr | meiste Tore: Anna Elisabeth Halsdóttir Weyne 7 | (14:9)       | meiste Tore: Jassi 10 | Sportski centar Jane Sandanski, Skopje Zuschauer: 50 Schiedsrichter: V. Sá , Jakovljević |
| 3. August 2022 14:30 Uhr | Strafen: 1× 3×                                 | Spielbericht | Strafen: 3×           | Sportski centar Jane Sandanski, Skopje Zuschauer: 50 Schiedsrichter: V. Sá , Jakovljević |

| 3. August 2022 16:30 Uhr | Kasachstan                          | 23:30        | Österreich                                          | Sportski centar Jane Sandanski, Skopje Zuschauer: 80 Schiedsrichter: M. Sá , Antić |
| 3. August 2022 16:30 Uhr | meiste Tore: Zhanerke Kuandykova 10 | (10:16)      | meiste Tore: Viktoria Marksteiner, Lina Kovacs je 5 | Sportski centar Jane Sandanski, Skopje Zuschauer: 80 Schiedsrichter: M. Sá , Antić |
| 3. August 2022 16:30 Uhr | Strafen: 7× 1×                      | Spielbericht | Strafen: 2×                                         | Sportski centar Jane Sandanski, Skopje Zuschauer: 80 Schiedsrichter: M. Sá , Antić |

| 5. August 2022 10:30 Uhr | Färöer                     | 31:22        | Kasachstan                         | Sportski centar Boris Trajkovski, Skopje Zuschauer: 52 Schiedsrichter: Magalhães , Zuñiga |
| 5. August 2022 10:30 Uhr | meiste Tore: Lukka Arge 10 | (17:12)      | meiste Tore: Zhanerke Kuandykova 7 | Sportski centar Boris Trajkovski, Skopje Zuschauer: 52 Schiedsrichter: Magalhães , Zuñiga |
| 5. August 2022 10:30 Uhr | Strafen: 1× 4×             | Spielbericht | Strafen: 5×                        | Sportski centar Boris Trajkovski, Skopje Zuschauer: 52 Schiedsrichter: Magalhães , Zuñiga |

| 5. August 2022 20:30 Uhr | Österreich                          | 32:32        | Indien                 | Sportski centar Jane Sandanski (Halle B), Skopje Zuschauer: 43 Schiedsrichter: Ikebuchi , Hussein |
| 5. August 2022 20:30 Uhr | meiste Tore: Viktoria Marksteiner 7 | (15:15)      | meiste Tore: Garima 12 | Sportski centar Jane Sandanski (Halle B), Skopje Zuschauer: 43 Schiedsrichter: Ikebuchi , Hussein |
| 5. August 2022 20:30 Uhr | Strafen: 6×                         | Spielbericht | Strafen: 5×            | Sportski centar Jane Sandanski (Halle B), Skopje Zuschauer: 43 Schiedsrichter: Ikebuchi , Hussein |

### Gruppe III
| Pl. | Land      | Sp. | S | U | N | Tore    | Diff. | Punkte |
| --- | --------- | --- | - | - | - | ------- | ----- | ------ |
| 1.  | Slowenien | 3   | 3 | 0 | 0 | 098:850 | +13   | 6      |
| 2.  | Schweiz   | 3   | 2 | 0 | 1 | 084:780 | +6    | 4      |
| 3.  | Slowakei  | 3   | 1 | 0 | 2 | 085:890 | −4    | 2      |
| 4.  | Guinea    | 3   | 0 | 0 | 3 | 081:960 | −15   | 0      |

| 4. August 2022 14:30 Uhr | Schweiz                      | 32:22        | Guinea                          | Sportski centar Jane Sandanski, Skopje Zuschauer: 77 Schiedsrichter: Am. Gheisarian , Khu. Ismoilov |
| 4. August 2022 14:30 Uhr | meiste Tore: Alessia Riner 8 | (18:11)      | meiste Tore: Mariama Bangoura 7 | Sportski centar Jane Sandanski, Skopje Zuschauer: 77 Schiedsrichter: Am. Gheisarian , Khu. Ismoilov |
| 4. August 2022 14:30 Uhr | Strafen: 4×                  | Spielbericht | Strafen: 2×                     | Sportski centar Jane Sandanski, Skopje Zuschauer: 77 Schiedsrichter: Am. Gheisarian , Khu. Ismoilov |

| 4. August 2022 16:30 Uhr | Slowenien                                 | 33:30        | Slowakei                       | Sportski centar Jane Sandanski, Skopje Zuschauer: 150 Schiedsrichter: Wenninger , Pobedrina |
| 4. August 2022 16:30 Uhr | meiste Tore: Azra Zulić, Nika Ocepek je 9 | (19:17)      | meiste Tore: Laura Walterová 8 | Sportski centar Jane Sandanski, Skopje Zuschauer: 150 Schiedsrichter: Wenninger , Pobedrina |
| 4. August 2022 16:30 Uhr | Strafen: 1× 5×                            | Spielbericht | Strafen: 7× 1×                 | Sportski centar Jane Sandanski, Skopje Zuschauer: 150 Schiedsrichter: Wenninger , Pobedrina |

| 5. August 2022 12:30 Uhr | Guinea                          | 27:31        | Slowakei                        | Sportski centar Boris Trajkovski, Skopje Zuschauer: 40 Schiedsrichter: Godoy , Reyes |
| 5. August 2022 12:30 Uhr | meiste Tore: Mariama Bangoura 8 | (18:18)      | meiste Tore: Laura Walterová 11 | Sportski centar Boris Trajkovski, Skopje Zuschauer: 40 Schiedsrichter: Godoy , Reyes |
| 5. August 2022 12:30 Uhr | Strafen: 6×                     | Spielbericht | Strafen: 1× 3×                  | Sportski centar Boris Trajkovski, Skopje Zuschauer: 40 Schiedsrichter: Godoy , Reyes |

| 5. August 2022 17:00 Uhr | Slowenien                 | 32:23        | Schweiz                                        | Sportski centar Jane Sandanski (Halle B), Skopje Zuschauer: 72 Schiedsrichter: Doychinow , Faye |
| 5. August 2022 17:00 Uhr | meiste Tore: Azra Zulić 8 | (17:13)      | meiste Tore: Emma Bächtiger, Sev Albrecht je 5 | Sportski centar Jane Sandanski (Halle B), Skopje Zuschauer: 72 Schiedsrichter: Doychinow , Faye |
| 5. August 2022 17:00 Uhr | Strafen: 1× 2×            | Spielbericht | Strafen: 1× 5×                                 | Sportski centar Jane Sandanski (Halle B), Skopje Zuschauer: 72 Schiedsrichter: Doychinow , Faye |

### Gruppe IV
| Pl. | Land        | Sp. | S | U | N | Tore     | Diff. | Punkte |
| --- | ----------- | --- | - | - | - | -------- | ----- | ------ |
| 1.  | Spanien     | 3   | 3 | 0 | 0 | 0117:680 | +49   | 6      |
| 2.  | Tschechien  | 3   | 2 | 0 | 1 | 074:840  | −10   | 4      |
| 3.  | Argentinien | 3   | 1 | 0 | 2 | 080:840  | −4    | 2      |
| 4.  | Uruguay     | 3   | 0 | 0 | 3 | 060:950  | −35   | 0      |

| 4. August 2022 12:30 Uhr | Spanien                                                       | 42:18        | Uruguay                                 | Sportski centar Boris Trajkovski, Skopje Zuschauer: 60 Schiedsrichter: Hussein , Faye |
| 4. August 2022 12:30 Uhr | meiste Tore: Lucía Laguna Aranda, Ugazi Manterola Leunda je 6 | (25:9)       | meiste Tore: Clara Barthaburu Aguirre 4 | Sportski centar Boris Trajkovski, Skopje Zuschauer: 60 Schiedsrichter: Hussein , Faye |
| 4. August 2022 12:30 Uhr | Strafen: 1×                                                   | Spielbericht | Strafen: 3×                             | Sportski centar Boris Trajkovski, Skopje Zuschauer: 60 Schiedsrichter: Hussein , Faye |

| 4. August 2022 14:30 Uhr | Tschechien                            | 26:25        | Argentinien                                | Sportski centar Boris Trajkovski, Skopje Zuschauer: 100 Schiedsrichter: Ah. Gheisarian , Imran |
| 4. August 2022 14:30 Uhr | meiste Tore: Simona Schreibmeierová 7 |              | meiste Tore: Ailin Eugenia Cabaña Hoeler 8 | Sportski centar Boris Trajkovski, Skopje Zuschauer: 100 Schiedsrichter: Ah. Gheisarian , Imran |
| 4. August 2022 14:30 Uhr | Strafen: 3×                           | Spielbericht | Strafen: 1× 5×                             | Sportski centar Boris Trajkovski, Skopje Zuschauer: 100 Schiedsrichter: Ah. Gheisarian , Imran |

| 5. August 2022 10:30 Uhr | Tschechien                                               | 24:36        | Spanien                                               | Sportski centar Jane Sandanski, Skopje Zuschauer: 80 Schiedsrichter: Am. Gheisarian , Kha. Ismoilov |
| 5. August 2022 10:30 Uhr | meiste Tore: Anna Kubálková, Simona Schreibmeierová je 4 | (12:19)      | meiste Tore: Ester Somaza, Paula Pérez Bartolomé je 7 | Sportski centar Jane Sandanski, Skopje Zuschauer: 80 Schiedsrichter: Am. Gheisarian , Kha. Ismoilov |
| 5. August 2022 10:30 Uhr | Strafen: 2×                                              | Spielbericht | Strafen: 5×                                           | Sportski centar Jane Sandanski, Skopje Zuschauer: 80 Schiedsrichter: Am. Gheisarian , Kha. Ismoilov |

| 5. August 2022 12:30 Uhr | Uruguay                                      | 19:29        | Argentinien                  | Sportski centar Jane Sandanski, Skopje Zuschauer: 120 Schiedsrichter: Vranes , Antić |
| 5. August 2022 12:30 Uhr | meiste Tore: Martina Maria Campos Havranek 8 | (9:13)       | meiste Tore: Martina Tajes 8 | Sportski centar Jane Sandanski, Skopje Zuschauer: 120 Schiedsrichter: Vranes , Antić |
| 5. August 2022 12:30 Uhr | Strafen: 2×                                  | Spielbericht | Strafen: 1× 5×               | Sportski centar Jane Sandanski, Skopje Zuschauer: 120 Schiedsrichter: Vranes , Antić |

### Platzierungsrunde
Sofern die Spiele der Platzierungsrunde am Ende der regulären Spielzeit nicht entschieden waren, erfolgte ein Siebenmeterwerfen.

#### Spiele um Platz 17–20
| 7. August 2022 17:00 Uhr | Montenegro                     | 31:24        | Slowenien                     | Sportski centar Jane Sandanski (Halle B), Skopje Zuschauer: 33 Schiedsrichter: Ah. Gheisarian, Am. Gheisarian |
| 7. August 2022 17:00 Uhr | meiste Tore: Jelena Vukčević 7 | (14:12)      | meiste Tore: Nena Černigoj 12 | Sportski centar Jane Sandanski (Halle B), Skopje Zuschauer: 33 Schiedsrichter: Ah. Gheisarian, Am. Gheisarian |
| 7. August 2022 17:00 Uhr | Strafen: 3×                    | Spielbericht | Strafen: 1× 5×                | Sportski centar Jane Sandanski (Halle B), Skopje Zuschauer: 33 Schiedsrichter: Ah. Gheisarian, Am. Gheisarian |

| 7. August 2022 20:00 Uhr | Färöer                    | 23:36        | Spanien                     | Sportski centar Jane Sandanski (Halle B), Skopje Zuschauer: 81 Schiedsrichter: D. Lončar, Z. Lončar |
| 7. August 2022 20:00 Uhr | meiste Tore: Lukka Arge 6 | (11:19)      | meiste Tore: Ester Somaza 6 | Sportski centar Jane Sandanski (Halle B), Skopje Zuschauer: 81 Schiedsrichter: D. Lončar, Z. Lončar |
| 7. August 2022 20:00 Uhr | Strafen: 4×               | Spielbericht | Strafen: 5×                 | Sportski centar Jane Sandanski (Halle B), Skopje Zuschauer: 81 Schiedsrichter: D. Lončar, Z. Lončar |

##### Spiel um Platz 17
| 8. August 2022 16:00 Uhr | Montenegro                                           | 20:26        | Spanien                           | Sportski centar Jane Sandanski, Skopje Zuschauer: 75 Schiedsrichter: Duplij, Pobedrina |
| 8. August 2022 16:00 Uhr | meiste Tore: Jelena Vukčević, Nikolina Marković je 4 | (9:12)       | meiste Tore: Eider Poles Olucha 6 | Sportski centar Jane Sandanski, Skopje Zuschauer: 75 Schiedsrichter: Duplij, Pobedrina |
| 8. August 2022 16:00 Uhr | Strafen: 2× 1×                                       | Spielbericht | Strafen: 1×                       | Sportski centar Jane Sandanski, Skopje Zuschauer: 75 Schiedsrichter: Duplij, Pobedrina |

##### Spiel um Platz 19
| 8. August 2022 17:00 Uhr | Slowenien                        | 28:31        | Färöer                                         | Sportski centar Jane Sandanski (Halle B), Skopje Zuschauer: 68 Schiedsrichter: Vranes, Wenninger |
| 8. August 2022 17:00 Uhr | meiste Tore: 3 Spielerinnen je 6 | (12:16)      | meiste Tore: Anna Elisabeth Halsdóttir Weyne 8 | Sportski centar Jane Sandanski (Halle B), Skopje Zuschauer: 68 Schiedsrichter: Vranes, Wenninger |
| 8. August 2022 17:00 Uhr | Strafen: 1× 3×                   | Spielbericht | Strafen: 2×                                    | Sportski centar Jane Sandanski (Halle B), Skopje Zuschauer: 68 Schiedsrichter: Vranes, Wenninger |

#### Spiele um Platz 21–24
| 7. August 2022 10:00 Uhr | Usbekistan                         | 23:43        | Schweiz                       | Sportski centar Jane Sandanski, Skopje Zuschauer: 25 Schiedsrichter: Reyes, Zuñiga |
| 7. August 2022 10:00 Uhr | meiste Tore: Sarbinaz Saparbaeva 6 | (8:23)       | meiste Tore: Emma Bächtiger 7 | Sportski centar Jane Sandanski, Skopje Zuschauer: 25 Schiedsrichter: Reyes, Zuñiga |
| 7. August 2022 10:00 Uhr | Strafen: 4×                        | Spielbericht | Strafen: 4×                   | Sportski centar Jane Sandanski, Skopje Zuschauer: 25 Schiedsrichter: Reyes, Zuñiga |

| 7. August 2022 10:00 Uhr | Österreich                                         | 22:36        | Tschechien                            | Sportski centar Boris Trajkovski, Skopje Zuschauer: 40 Schiedsrichter: Duplij, Pobedrina |
| 7. August 2022 10:00 Uhr | meiste Tore: Lorena Baljak, Ines Mustedanagic je 4 | (11:16)      | meiste Tore: Simona Schreibmeierová 7 | Sportski centar Boris Trajkovski, Skopje Zuschauer: 40 Schiedsrichter: Duplij, Pobedrina |
| 7. August 2022 10:00 Uhr | Strafen: 1×                                        | Spielbericht | Strafen: 1×                           | Sportski centar Boris Trajkovski, Skopje Zuschauer: 40 Schiedsrichter: Duplij, Pobedrina |

##### Spiel um Platz 21
| 8. August 2022 10:00 Uhr | Schweiz                       | 31:23        | Tschechien                            | Sportski centar Boris Trajkovski, Skopje Zuschauer: 30 Schiedsrichter: Magalhães, Godoy |
| 8. August 2022 10:00 Uhr | meiste Tore: Mia Emmenegger 9 | (12:14)      | meiste Tore: Simona Schreibmeierová 6 | Sportski centar Boris Trajkovski, Skopje Zuschauer: 30 Schiedsrichter: Magalhães, Godoy |
| 8. August 2022 10:00 Uhr | Strafen: 1× 2×                | Spielbericht | Strafen: 2×                           | Sportski centar Boris Trajkovski, Skopje Zuschauer: 30 Schiedsrichter: Magalhães, Godoy |

##### Spiel um Platz 23
| 8. August 2022 12:00 Uhr | Usbekistan                       | 27:36        | Österreich                 | Sportski centar Boris Trajkovski, Skopje Zuschauer: 50 Schiedsrichter: Ah. Gheisarian, Am. Gheisarian |
| 8. August 2022 12:00 Uhr | meiste Tore: Sevinch Erkabaeva 6 | (12:18)      | meiste Tore: Lina Kovacs 7 | Sportski centar Boris Trajkovski, Skopje Zuschauer: 50 Schiedsrichter: Ah. Gheisarian, Am. Gheisarian |
| 8. August 2022 12:00 Uhr | Strafen: 4×                      | Spielbericht | Strafen: 4×                | Sportski centar Boris Trajkovski, Skopje Zuschauer: 50 Schiedsrichter: Ah. Gheisarian, Am. Gheisarian |

#### Spiele um Platz 25–28
| 7. August 2022 12:00 Uhr | Senegal                   | 25:41        | Slowakei                                             | Sportski centar Jane Sandanski, Skopje Schiedsrichter: Hussein, Imran |
| 7. August 2022 12:00 Uhr | meiste Tore: Sira Kébé 11 | (11:19)      | meiste Tore: Dorota Bačenková, Katarína Mydlová je 8 | Sportski centar Jane Sandanski, Skopje Schiedsrichter: Hussein, Imran |
| 7. August 2022 12:00 Uhr | Strafen: 3×               | Spielbericht | Strafen: 2×                                          | Sportski centar Jane Sandanski, Skopje Schiedsrichter: Hussein, Imran |

| 7. August 2022 10:00 Uhr | Kasachstan                         | 18:30        | Argentinien                                                  | Sportski centar Jane Sandanski (Halle B), Skopje Zuschauer: 73 Schiedsrichter: V. Sá, M. Sá |
| 7. August 2022 10:00 Uhr | meiste Tore: Zhanerke Kuandykova 7 | (10:16)      | meiste Tore: Ailin Eugenia Cabaña Hoeler, Martina Tajes je 6 | Sportski centar Jane Sandanski (Halle B), Skopje Zuschauer: 73 Schiedsrichter: V. Sá, M. Sá |
| 7. August 2022 10:00 Uhr | Strafen: 4×                        | Spielbericht | Strafen: 1× 2×                                               | Sportski centar Jane Sandanski (Halle B), Skopje Zuschauer: 73 Schiedsrichter: V. Sá, M. Sá |

##### Spiel um Platz 25
| 8. August 2022 12:00 Uhr | Slowakei                                            | 24:26        | Argentinien                                                      | Sportski centar Jane Sandanski, Skopje Zuschauer: 95 Schiedsrichter: Hizaki, Ikebuchi |
| 8. August 2022 12:00 Uhr | meiste Tore: Laura Walterová, Dorota Bačenková je 5 | (12:14)      | meiste Tore: Ailin Eugenia Cabaña Hoeler, Sofía Gull Querin je 5 | Sportski centar Jane Sandanski, Skopje Zuschauer: 95 Schiedsrichter: Hizaki, Ikebuchi |
| 8. August 2022 12:00 Uhr | Strafen: 4×                                         | Spielbericht | Strafen: 5× 1×                                                   | Sportski centar Jane Sandanski, Skopje Zuschauer: 95 Schiedsrichter: Hizaki, Ikebuchi |

##### Spiel um Platz 27
| 8. August 2022 10:00 Uhr | Senegal                      | 24:37        | Kasachstan                     | Sportski centar Jane Sandanski, Skopje Zuschauer: 45 Schiedsrichter: Reyes, Zuñiga |
| 8. August 2022 10:00 Uhr | meiste Tore: Salimata Fall 8 | (11:20)      | meiste Tore: Yelena Berenda 12 | Sportski centar Jane Sandanski, Skopje Zuschauer: 45 Schiedsrichter: Reyes, Zuñiga |
| 8. August 2022 10:00 Uhr | Strafen: 5×                  | Spielbericht | Strafen: 1× 2×                 | Sportski centar Jane Sandanski, Skopje Zuschauer: 45 Schiedsrichter: Reyes, Zuñiga |

#### Spiele um Platz 29–32
| 7. August 2022 12:00 Uhr | Algerien                      | 17:41        | Guinea                           | Sportski centar Boris Trajkovski, Skopje Zuschauer: 50 Schiedsrichter: Hizaki, Ikebuchi |
| 7. August 2022 12:00 Uhr | meiste Tore: Melissa Chebli 3 | (6:21)       | meiste Tore: Fatoumata Yansané 8 | Sportski centar Boris Trajkovski, Skopje Zuschauer: 50 Schiedsrichter: Hizaki, Ikebuchi |
| 7. August 2022 12:00 Uhr | Strafen: 3×                   | Spielbericht | Strafen: 2× 5×                   | Sportski centar Boris Trajkovski, Skopje Zuschauer: 50 Schiedsrichter: Hizaki, Ikebuchi |

| 7. August 2022 13:30 Uhr | Indien               | 27:25        | Uruguay                          | Sportski centar Jane Sandanski (Halle B), Skopje Zuschauer: 56 Schiedsrichter: Vranes, Wenninger |
| 7. August 2022 13:30 Uhr | meiste Tore: Jassi 8 | (13:13)      | meiste Tore: 3 Spielerinnen je 4 | Sportski centar Jane Sandanski (Halle B), Skopje Zuschauer: 56 Schiedsrichter: Vranes, Wenninger |
| 7. August 2022 13:30 Uhr | Strafen: 4×          | Spielbericht | Strafen: 3×                      | Sportski centar Jane Sandanski (Halle B), Skopje Zuschauer: 56 Schiedsrichter: Vranes, Wenninger |

##### Spiel um Platz 29
| 8. August 2022 13:30 Uhr | Guinea                                             | 38:28        | Indien                        | Sportski centar Jane Sandanski (Halle B), Skopje Zuschauer: 50 Schiedsrichter: Hussein, Imran |
| 8. August 2022 13:30 Uhr | meiste Tore: Mariama Bangoura, M’mah Kourouma je 8 | (17:16)      | meiste Tore: Sanjana Kumari 9 | Sportski centar Jane Sandanski (Halle B), Skopje Zuschauer: 50 Schiedsrichter: Hussein, Imran |
| 8. August 2022 13:30 Uhr | Strafen: 3×                                        | Spielbericht |                               | Sportski centar Jane Sandanski (Halle B), Skopje Zuschauer: 50 Schiedsrichter: Hussein, Imran |

##### Spiel um Platz 31
| 8. August 2022 10:00 Uhr | Algerien                      | 26:29        | Uruguay                                                                  | Sportski centar Jane Sandanski (Halle B), Skopje Zuschauer: 61 Schiedsrichter: Kha. Ismoilov, Khu. Ismoilov |
| 8. August 2022 10:00 Uhr | meiste Tore: Lina Ines Sadi 6 | (14:15)      | meiste Tore: Martina Pilar Márquez Huguet, Emiliana Heilmann Potrie je 6 | Sportski centar Jane Sandanski (Halle B), Skopje Zuschauer: 61 Schiedsrichter: Kha. Ismoilov, Khu. Ismoilov |
| 8. August 2022 10:00 Uhr | Strafen: 3×                   | Spielbericht | Strafen: 1×                                                              | Sportski centar Jane Sandanski (Halle B), Skopje Zuschauer: 61 Schiedsrichter: Kha. Ismoilov, Khu. Ismoilov |

## All-Star-Team
| Stella Huselius |                 | Romée Maarschalkerweerd  |             | Cha Seo-yeon |
|                 | Julie Scaglione |                          | Lee Hye-won |              |
|                 |                 | Petra Simon              |             |              |
|                 |                 | Ida Marie Bærholm Kaysen |             |              |

## Torschützenliste
| Platz | Spieler            | Team       | Tore | Spiele |
| ----- | ------------------ | ---------- | ---- | ------ |
| 1.    | Julie Scaglione    | Dänemark   | 62   | 8      |
| 2.    | Kim Min-seo        | Südkorea   | 58   | 8      |
| 3.    | Anđela Žagar       | Kroatien   | 56   | 7      |
| 3.    | Sevinch Erkabaeva  | Usbekistan | 56   | 7      |
| 3.    | Lilja Ágústsdóttir | Island     | 56   | 8      |
| 6.    | Fatemeh Merikhi    | Iran       | 55   | 7      |
| 6.    | Petra Simon        | Ungarn     | 55   | 8      |
| 8.    | Kim Seo-jin        | Südkorea   | 53   | 8      |
| 9.    | Stella Huselius    | Schweden   | 52   | 8      |
| 9.    | Constança Sequeira | Portugal   | 52   | 7      |